# Mosaico

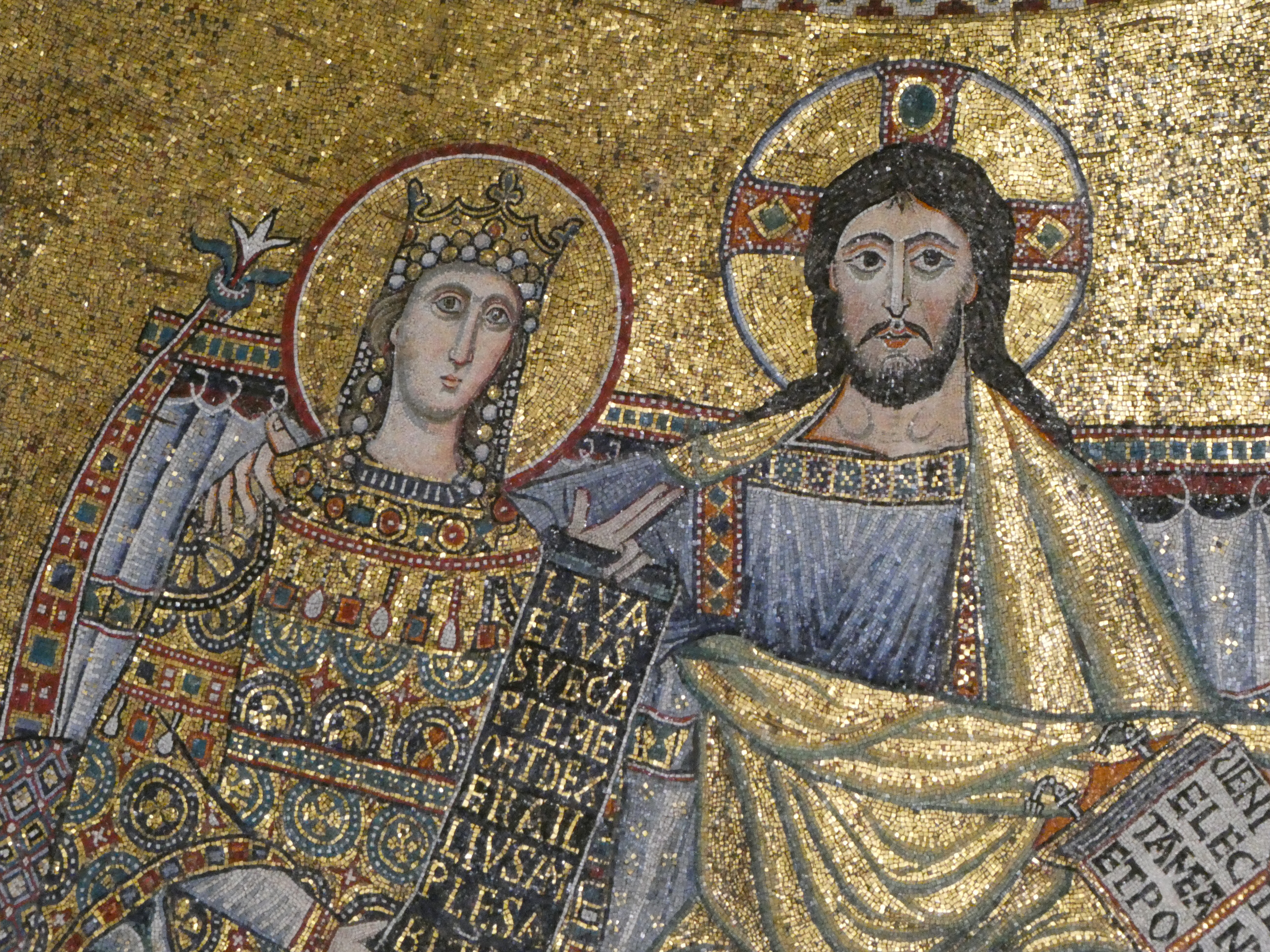
Mosaico de Cristo y María en el trono celestial. Ábside de la Basílica de Santa María en Trastevere, Roma.

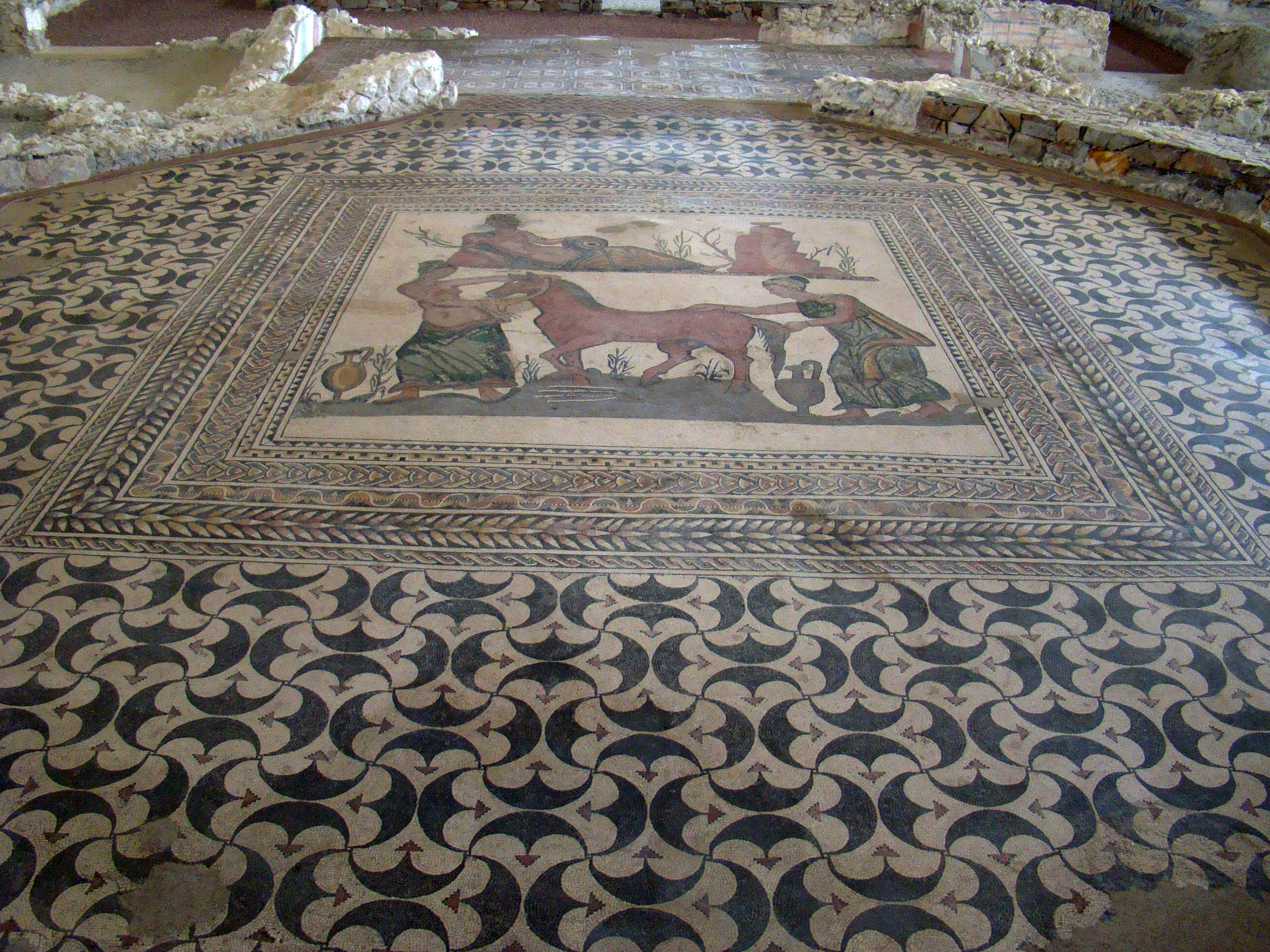
Mosaico de la Villa romana de Almenara-Puras,. En el centro se ve la escena de Pegaso y la fuente Hipocrene

Un mosaico (del latín (opus) mosaĭcum, traducido como "(obra) relativa a las Musas") es una obra artística elaborada con pequeñas piezas de piedra, cerámica, vidrio u otros materiales, de diversas formas y colores, llamadas teselas, unidas sobre un lecho aún fresco de yeso, cal y polvo de arcilla, cemento u otro aglomerante para formar composiciones decorativas geométricas, figurativas o abstractas.
La creación de un mosaico es un arte muy antiguo. La obra del mosaico se realiza sobre todo en superficies planas y de tamaño grande, como una pared, un suelo o un techo, pero a veces se adapta también en simples objetos o pequeños paneles. 
En Creta durante la Edad de Bronce ya se desarrollaba esta habilidad. Se han encontrado obras de mosaicos en yacimientos arqueológicos de Mesopotamia (siglo IV al III a. C.), Grecia (siglo III a. C.) y en Mesoamérica. El gran desarrollo se dio en época del Imperio Romano y más tarde, con los bizantinos, árabes, normandos (en Sicilia, siglo XII), hasta llegar al Renacimiento y a los siglos XIX, XX y XXI.

## Etimología
La palabra mosaico viene de la palabra del bajo latín bajo Mosaicum que aparecía en opus mosaicum con que se referían a los cuadros artísticos realizados con pequeñas piedras llamadas teselas que a su vez tiene como antecedente del latín imperial opus musivus -a -um, que significa algo como "obra de musas" o  μoυσειoν (mouseion) que dio origen a mosaico. Se dice que los romanos consideraban tan exquisito el arte de hacer mosaicos que pensaban que solo podían crearlo las musas o los favorecidos por ellas. La palabra griega μoυσα-ης (mousa-es) significa ‘musa’; μουσειoς-α-oν (mouseios-a-on), ‘concerniente a las musas’; μoυσειoν-oυ (mouseion-ou), ‘templo de las musas’, ‘lugar donde residen las musas’.

## Historia

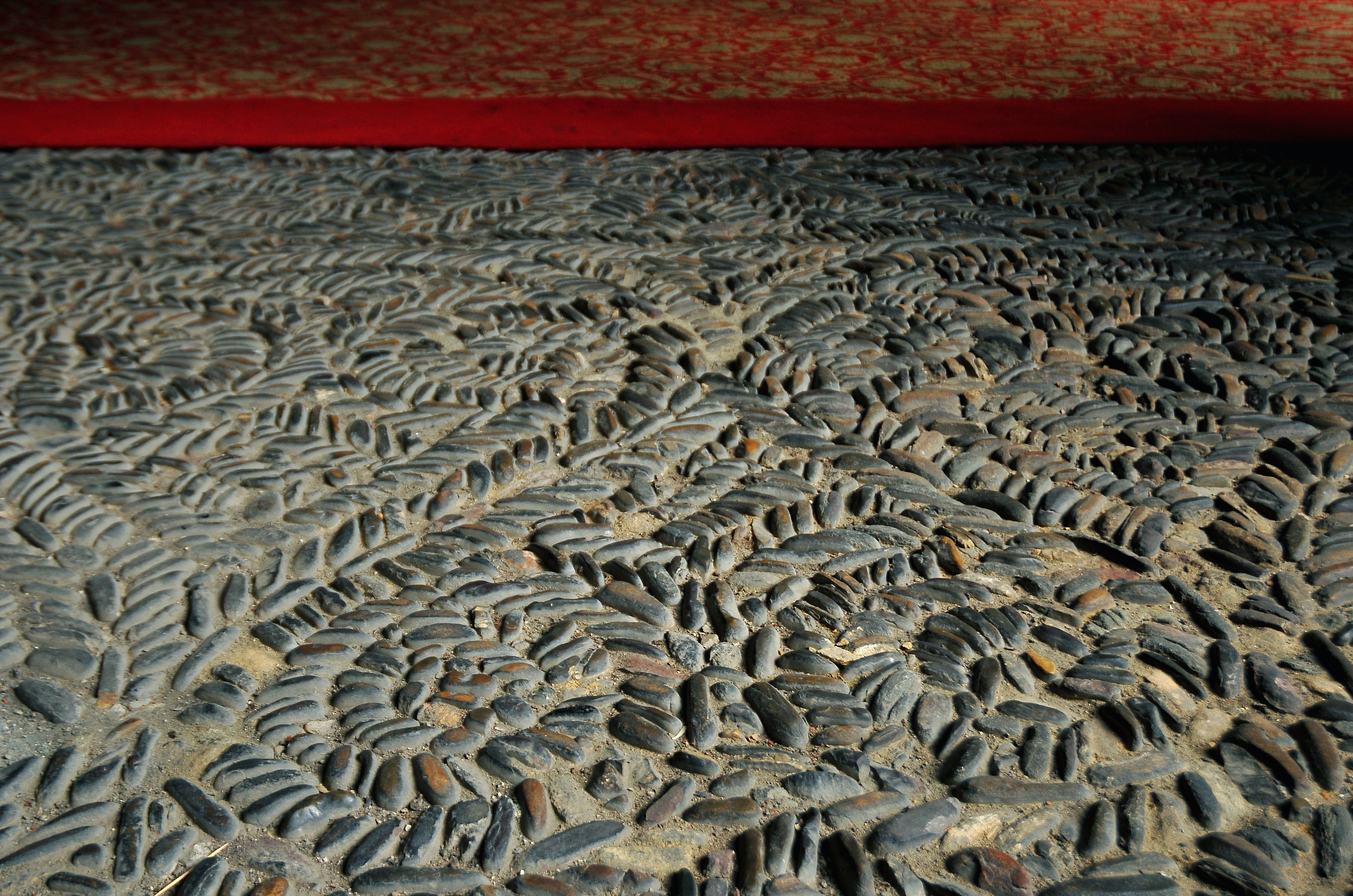
Detalle del enguijarrado del claustro bajo del Convento de San Marcos. León (Castilla y León, España)

La técnica del mosaico proviene de un perfeccionamiento del primitivo pavimento que se hacía con guijarros y se denominaba con el término griego de lithostrotos (‘preparado con piedras’). En el mundo europeo fue muy frecuente y desde muy temprano (desde fines del siglo V a. C.) el pavimento compuesto por guijas de río (piedrecillas pequeñas que se encuentran en las orillas) de tamaños y de colores distintos. Con estas guijas se hacían dibujos sencillos de temas geométricos. En los pueblos de Castilla y León (en España) han seguido a través de los siglos esta tradición para los patios y vestíbulos de las casas. Es lo que llaman enguijarrado.
Este sistema de pavimentación se ha podido ver claramente en las casas de Olinto, antigua ciudad griega de la región de Macedonia en la península Calcídica, que fue destruida por Filipo II de Macedonia en el año 348 a. C., y en las ciudades de Pela y Corinto. Las escenas representadas con estos guijarros suelen ser del mundo marino, del repertorio homérico y del culto a Dioniso y los guijarros son de color blanco, rojo, negro y verde. Este trabajo dio paso a la invención de las teselas con las que se empezaron a confeccionar los mosaicos propiamente dichos a fines del siglo III a. C. Los romanos dieron el nombre de tesela a las pequeñas piezas con que se componía un mosaico.

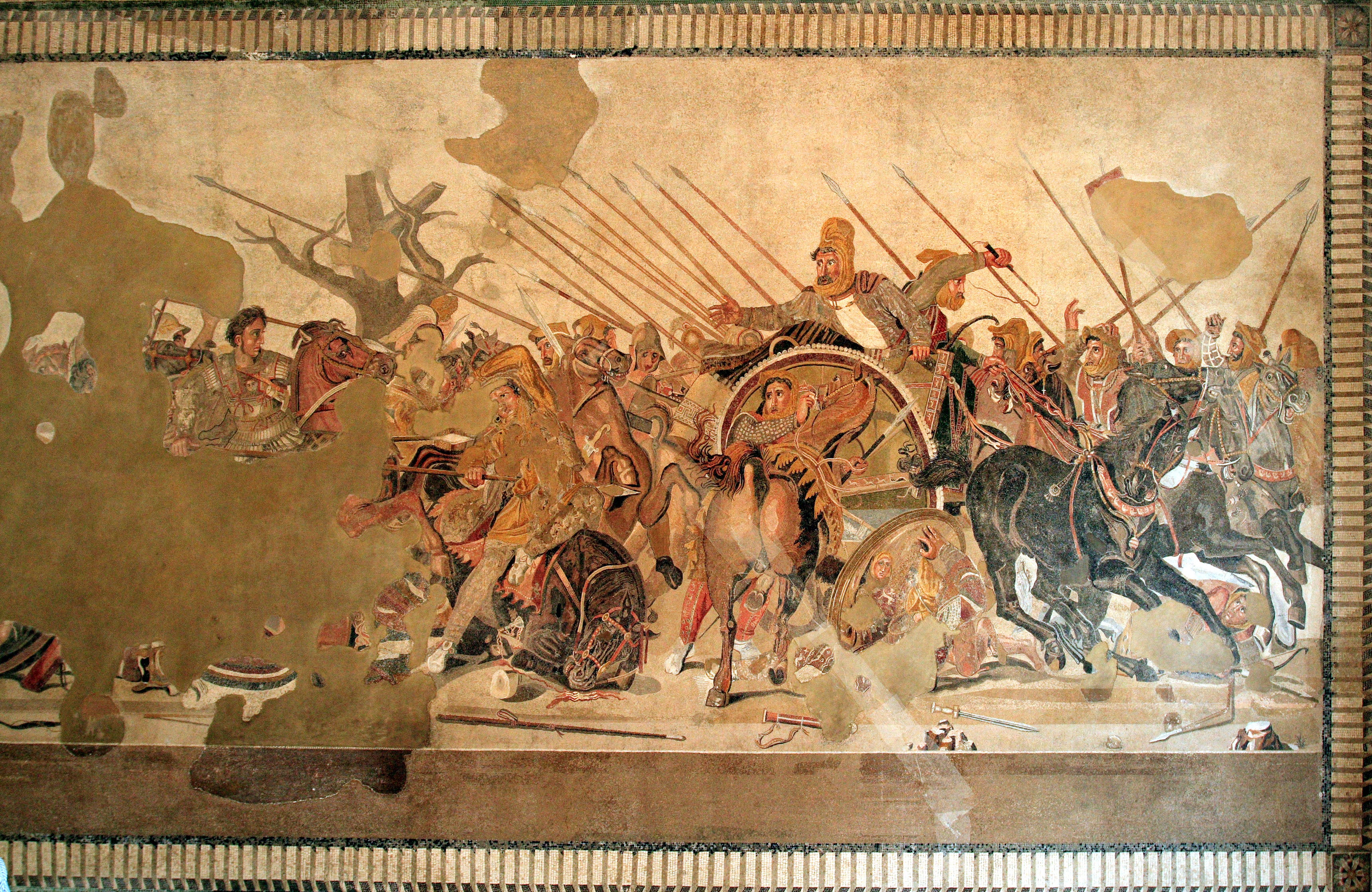
Alejandro Magno en la batalla de Issos

Al principio las teselas eran muy pequeñas pero en la época del imperio se fueron agrandando. Los temas se inspiraban a menudo en cuadros pintados o en cenefas de tejidos. Los temas se repetían bastante aunque a veces eran originales o puntuales como el de La batalla de Alejandro encontrado en la casa del Fauno en Pompeya y que se conserva en el Museo Nacional. Este mosaico está copiado o inspirado en un dibujo del pintor Filoxeno de Eretria siguiendo un encargo del rey de Macedonia Casandro.
El confeccionado de un mosaico comenzaba en un taller. Primero se elegía un dibujo y se preparaban las teselas correspondientes. Estos dibujos o diseños se dividían en piezas independientes de las que se sacaba una plantilla en tela o en papiro. Sobre estas superficies se colocaban las teselas pegando a la plantilla la cara que luego debía verse. Una vez terminado este trabajo se llevaba al lugar definitivo y se componía el rompecabezas. El remate final era pulir la superficie e igualarla con ayuda de piedra pómez, polvo de esmeril, arena y agua. Además se eliminaba la argamasa saliente entre las juntas y las teselas adquirían brillo y color más vivo.

Todos los pueblos antiguos hicieron incursión en este arte tanto en la antigüedad clásica como en la de Mesoamérica. El testimonio más antiguo que se conoce data del siglo IV a. C. en Mesopotamia en este caso como decoración de paredes donde los mosaicos son unos conos de arcilla cocida que se adhieren con malta y betún. En la antigüedad clásica llegó a ser un producto muy elaborado y de gran lujo con la cultura helenística, en que se empezaron a realizar obras más complicadas con temas complejos y episodios de la vida cotidiana y de la mitología. Los materiales empleados también fueron más ricos (mármol, vidrio, ónice). El arte del mosaico adquiere su difusión en época del Imperio romano; después lo difundió el mundo bizantino y Venecia llegó a ser la capital del mosaico hasta el siglo XVI.

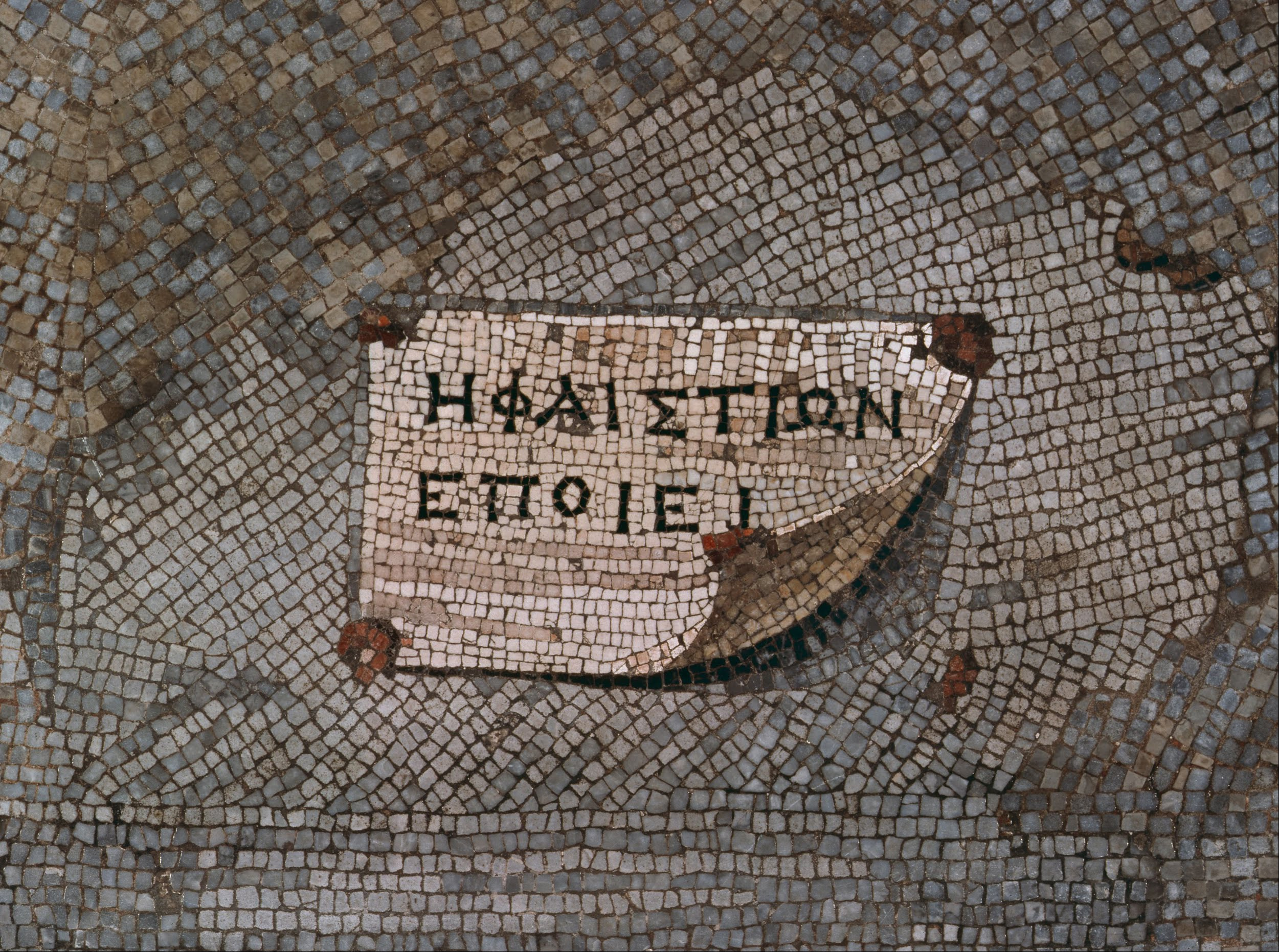
Procedente de la acrópolis de Pérgamo

Casi ningún mosaico conocido hasta el momento lleva la firma del artista pero sí se han encontrado algunos firmados como el que se conserva en el museo de Pérgamo de Berlín procedente del palacio atálida en la acrópolis de Pérgamo (160 a 150 a. C. y que está firmado por el artista musivario Hephaistion.

### El mosaico a través de los siglos
A lo largo de la historia de la humanidad el arte del mosaico se ha ido desarrollando y enriqueciéndose, adquiriendo el estilo y los materiales adecuados a cada época, hasta llegar al siglo XXI en que las obras de arte se siguen sucediendo.

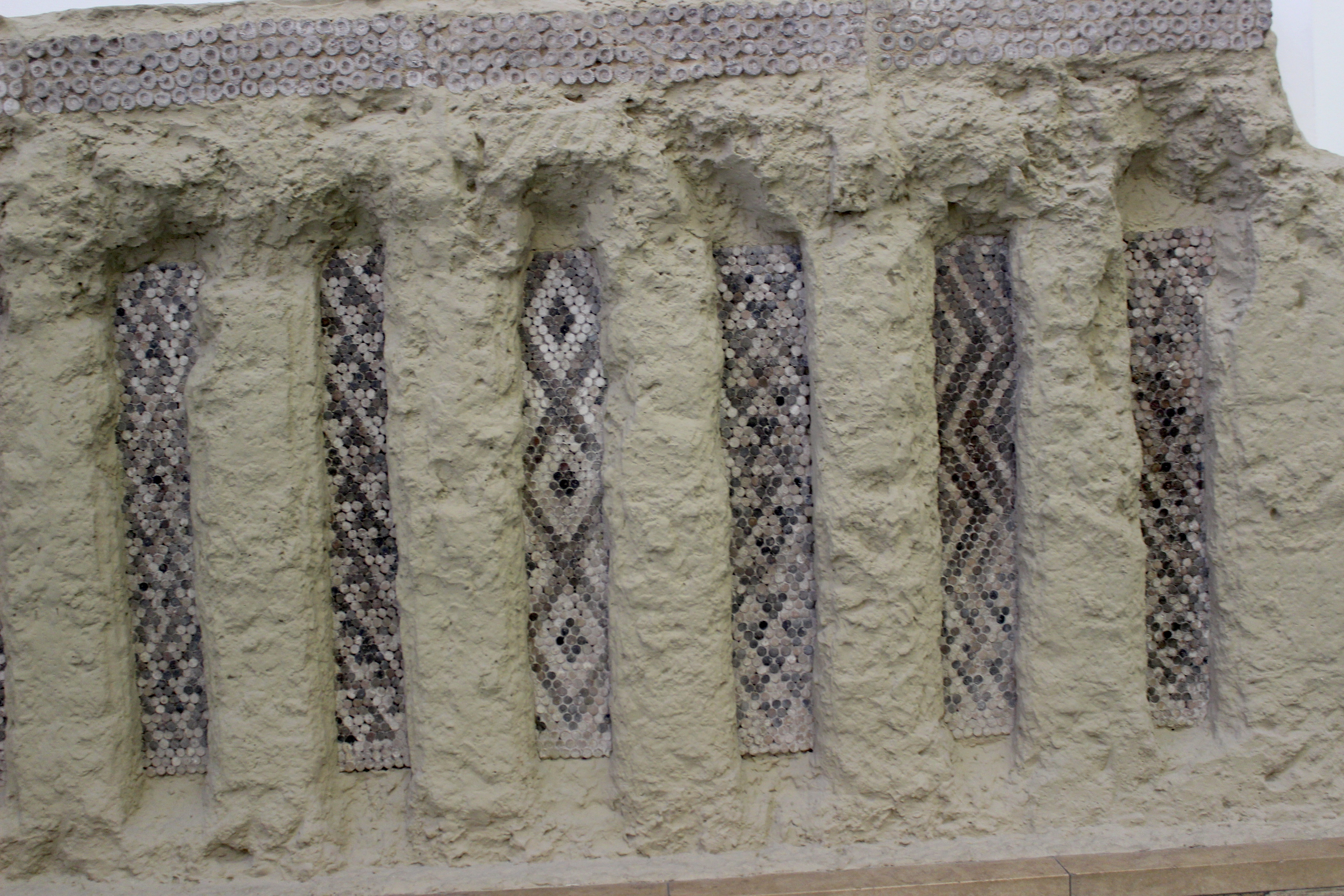
Mosaicos en el yacimiento de Habuba Kabira en Uruk, conservado en el museo de Pérgamo de Berlín

La civilización sumeria —Tercer milenio a. C.— ya practicaba el arte de los mosaicos y decoraban paredes y columnas con trocitos de arcilla teñida de colores; se conocen los restos testimoniales de paredes decoradas con conos de arcilla cuya base estaba pintada de blanco, rojo y negro. Las puntas de los conos están incrustadas en la pared hecha de ladrillos de barro. y

#### Mosaicos helenísticos
En la antigua Grecia se encontraron los primeros mosaicos realizados con guijarros lisos sin demasiado colorido pero ya en época helenística el mosaico evolucionó y se convirtió en obra de arte que sustituía muchas veces a la pintura.

#### Mosaicos romanos
Los romanos heredaron y aprendieron este arte, lo desarrollaron a su estilo y difundieron por todo su imperio. Pocas eran las casas importantes que no tuvieran uno o varios mosaicos copiados de los maestros griegos, utilizando las teselas como material principal y como elemento esencialmente decorativo que demostraban el lujo y la importancia de sus habitantes. El mosaico como pavimento fue muy frecuente en el siglo III, época del emperador Diocleciano. Su desarrollo continuó en el siglo IV con el emperador Constantino que trasladó la corte a Bizancio y evolucionó en el siglo V al unirse con la tradición oriental. La ciudad de Rávena fue la sede de esta evolución. En ella se dio el gran esplendor de los mosaicos bizantinos. Después y a partir de la IV Cruzada (1202-1204) Venecia asumió el protagonismo y se hizo cargo de los artistas bizantinos, griegos y romanos que recuperaron toda la tradición musiva hasta su declive en el siglo XVI en que los mosaicos fueron sustituidos por el arte de la pintura.

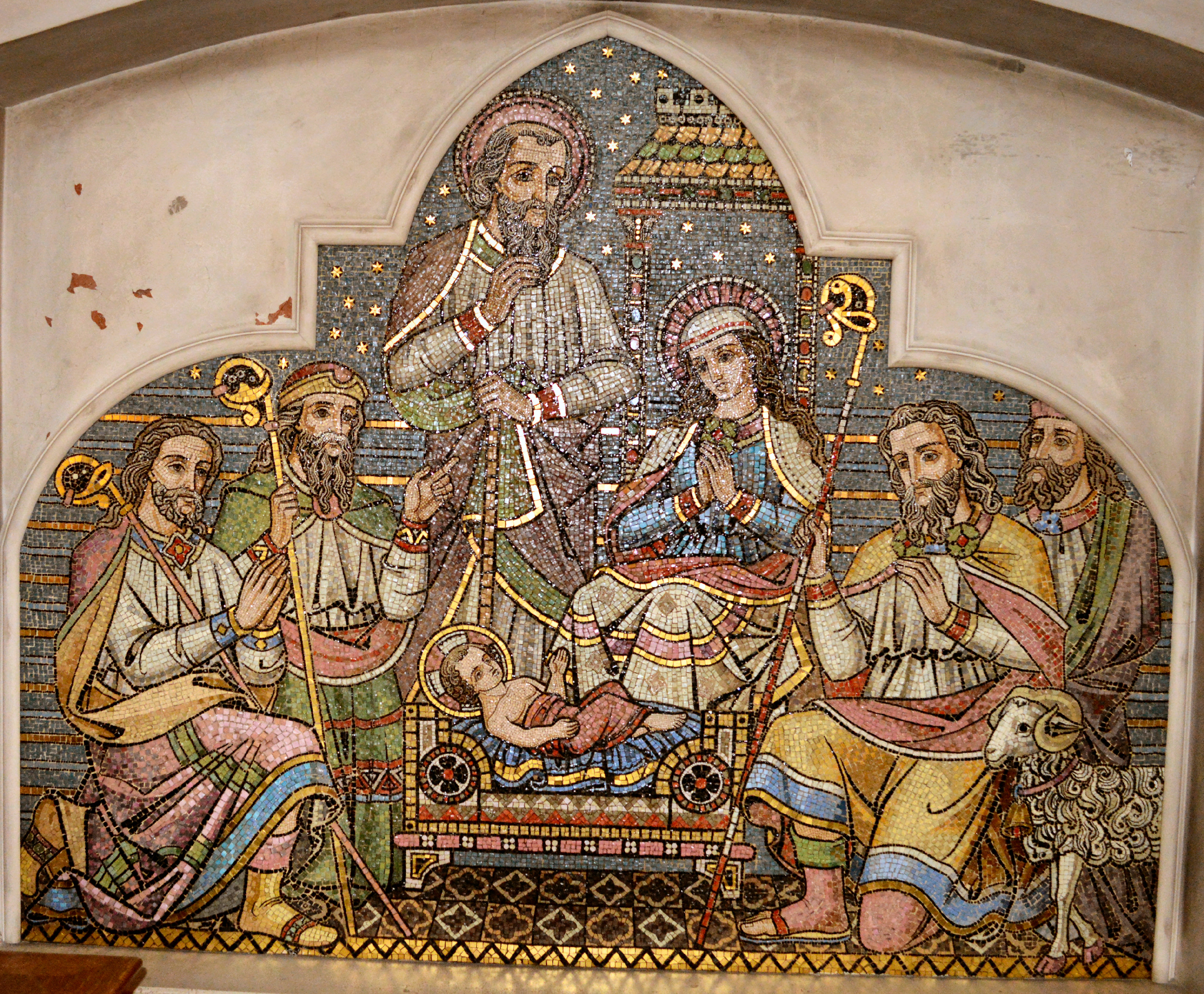
Mosaico de Salviati para la capilla del palacio Fulham (Londres)

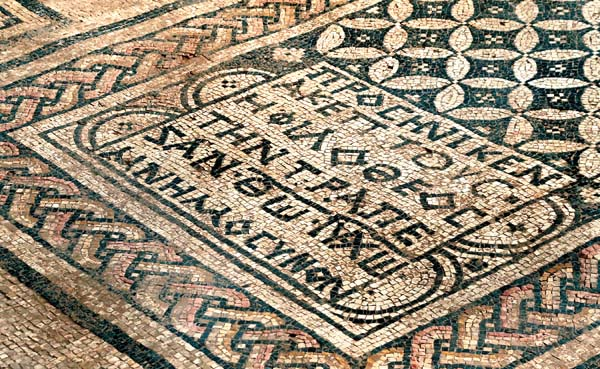
La Inscripción de Akeptous, parte de un suelo de mosaico de la iglesia de Megido del, Israel.

#### Mosaicos cristianos

##### Arte paleocristiano

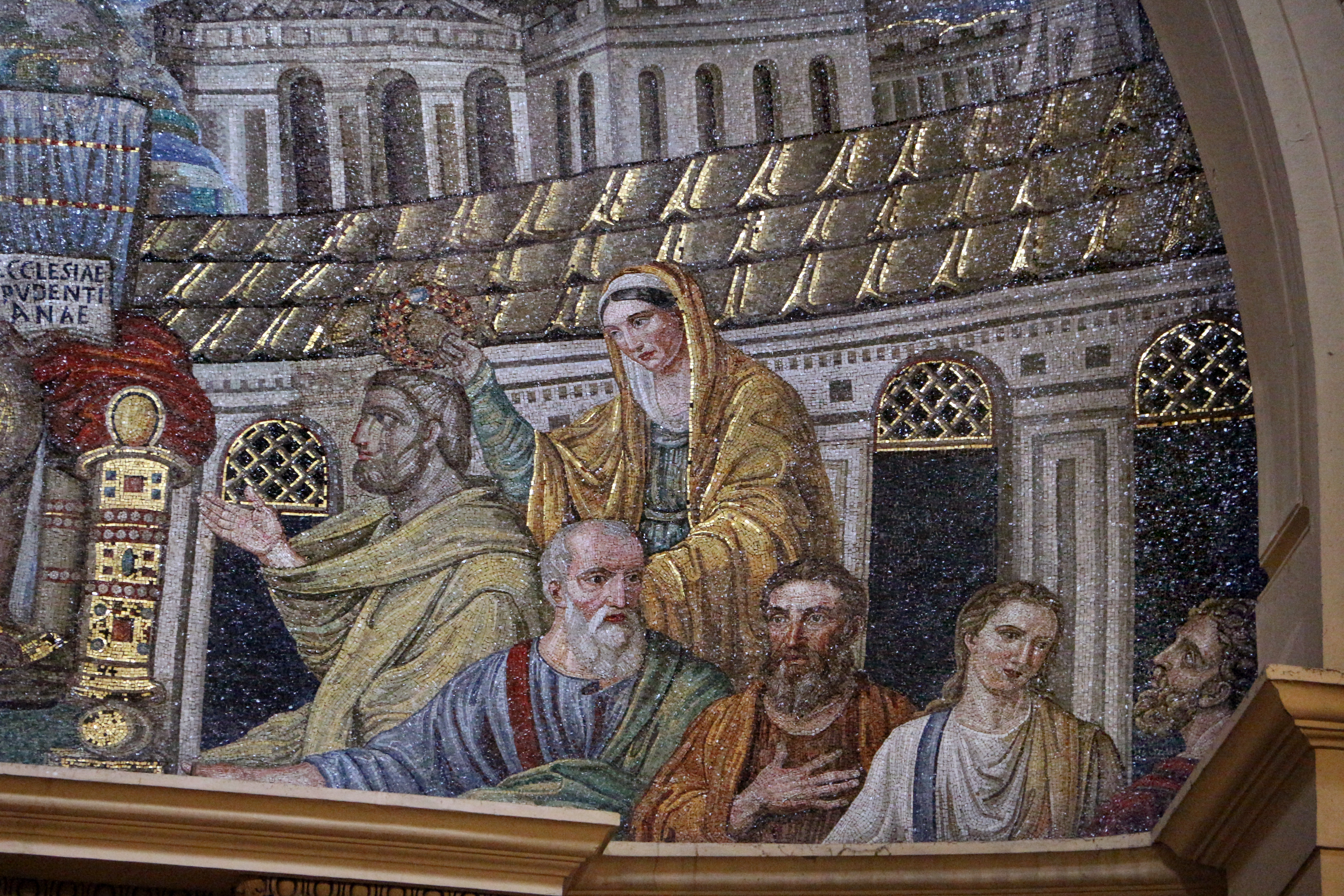
Detalle de un mosaico Paleocristiano de la basílica de Santa Pudenciana en Roma, c. 410 d. C., que representa a Santa Pudenciana

Con la construcción de basílicas cristianas a finales del siglo IV, se adoptaron mosaicos de paredes y techos para usos cristianos. Los primeros ejemplos de basílicas cristianas no han sobrevivido, pero los mosaicos de Santa Constanza y Santa Pudenciana, ambos del siglo IV, aún existen. Los putti de vinificación en el deambulatorio de Santa Constanza todavía siguen la tradición clásica en el sentido de que representan la fiesta de Baco, que simboliza la transformación o cambio, y por lo tanto son apropiados para un mausoleo, la función original de este edificio. En otra gran basílica constantiniana, la iglesia de la Natividad en Belén se conserva parcialmente el piso de mosaico original con motivos geométricos típicos romanos. La llamada Tumba de los Julios, cerca de la cripta debajo de Basílica de San Pedro, es una tumba abovedada del siglo IV con mosaicos en las paredes y el techo que reciben interpretaciones cristianas. El Arco de Galerio y la Rotonda de Galerio en Tesalónica, convertido en una iglesia cristiana durante el transcurso del siglo IV, fue adornado con mosaicos de muy alta calidad artística. Solo sobreviven fragmentos de la decoración original, especialmente una banda que representa a los santos con las manos levantadas en oración, frente a complejas fantasías arquitectónicas.
En el siglo siguiente, Rávena, la capital del Imperio Romano Occidental, se convirtió en el centro del arte del mosaico romano tardío.

##### Roma antigua tardía y medieval temprana

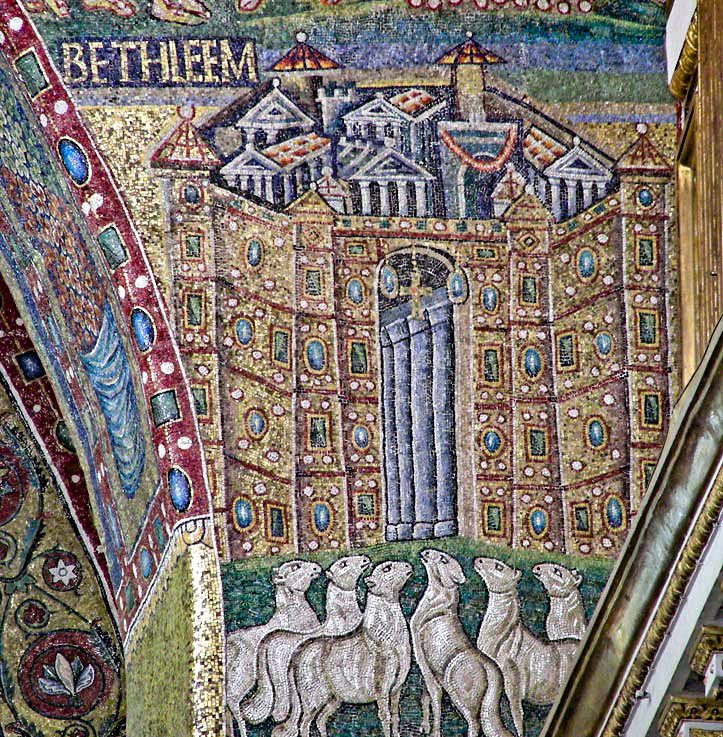
Mosaico del en el arco triunfal de Santa Maria Maggiore, Roma

El arte cristiano del mosaico también floreció en Roma, disminuyendo gradualmente a medida que las condiciones se volvían más difíciles en la Alta Edad Media. Mosaicos del siglo V se pueden encontrar sobre el arco de triunfo y en la nave de la basílica de Santa Maria Maggiore. Los 27 paneles supervivientes de la nave son el ciclo de mosaicos más importante de Roma de este período. Se han perdido otros dos mosaicos importantes del siglo V, pero los conocemos por dibujos del siglo XVII. En el mosaico del ábside de Sant'Agata de'Goti (462–472, destruido en 1589), Cristo estaba sentado en un globo con los doce Apóstoles flanqueándolo, seis a cada lado. En San Andrés Catabarbara (468–483, destruido en 1686) Cristo apareció en el centro, flanqueado a ambos lados por tres Apóstoles. Cuatro arroyos brotaban de la pequeña montaña que sostenía a Cristo. El mosaico del ábside original del siglo V de la Santa Sabina fue reemplazado por un fresco muy similar de Taddeo Zuccari en 1559. La composición probablemente se mantuvo sin cambios: Cristo flanqueado por santos y santas, sentado en una colina mientras los corderos beben de un arroyo a sus pies. Los tres mosaicos tenían una iconografía similar.

##### Mosaicos bizantinos

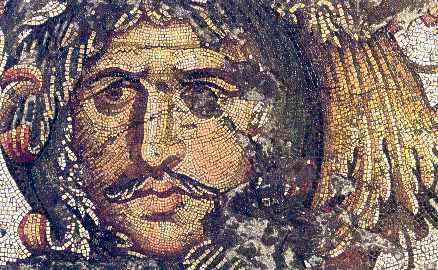
El llamado cacique gótico, del Peristilo Mosaico del Gran Palacio de Constantinopla

Los mosaicos eran más importantes para la cultura bizantina que para la de Europa occidental. Los interiores de las iglesias bizantinas generalmente estaban cubiertos con mosaicos dorados. El arte del mosaico floreció en el Imperio Bizantino desde los siglos VI al XV. La mayoría de los mosaicos bizantinos fueron destruidos sin dejar rastro durante las guerras y las conquistas, pero los restos sobrevivientes aún forman una excelente colección.
Los grandes edificios del  Emperador Justiniano como Hagia Sophia en Constantinopla, la Nueva Iglesia de la Madre de Dios en Jerusalén y la reconstrucción iglesia de la Natividad en Belén fueron ciertamente adornados con mosaicos, pero ninguno de ellos ha sobrevivido.

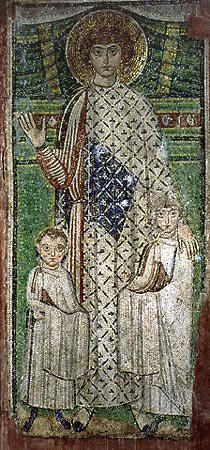
Una representación pre - Iconoclasta de San Demetrio en la Basílica de Hagios Demetrios en Salónica.

##### Roma en la Alta Edad Media

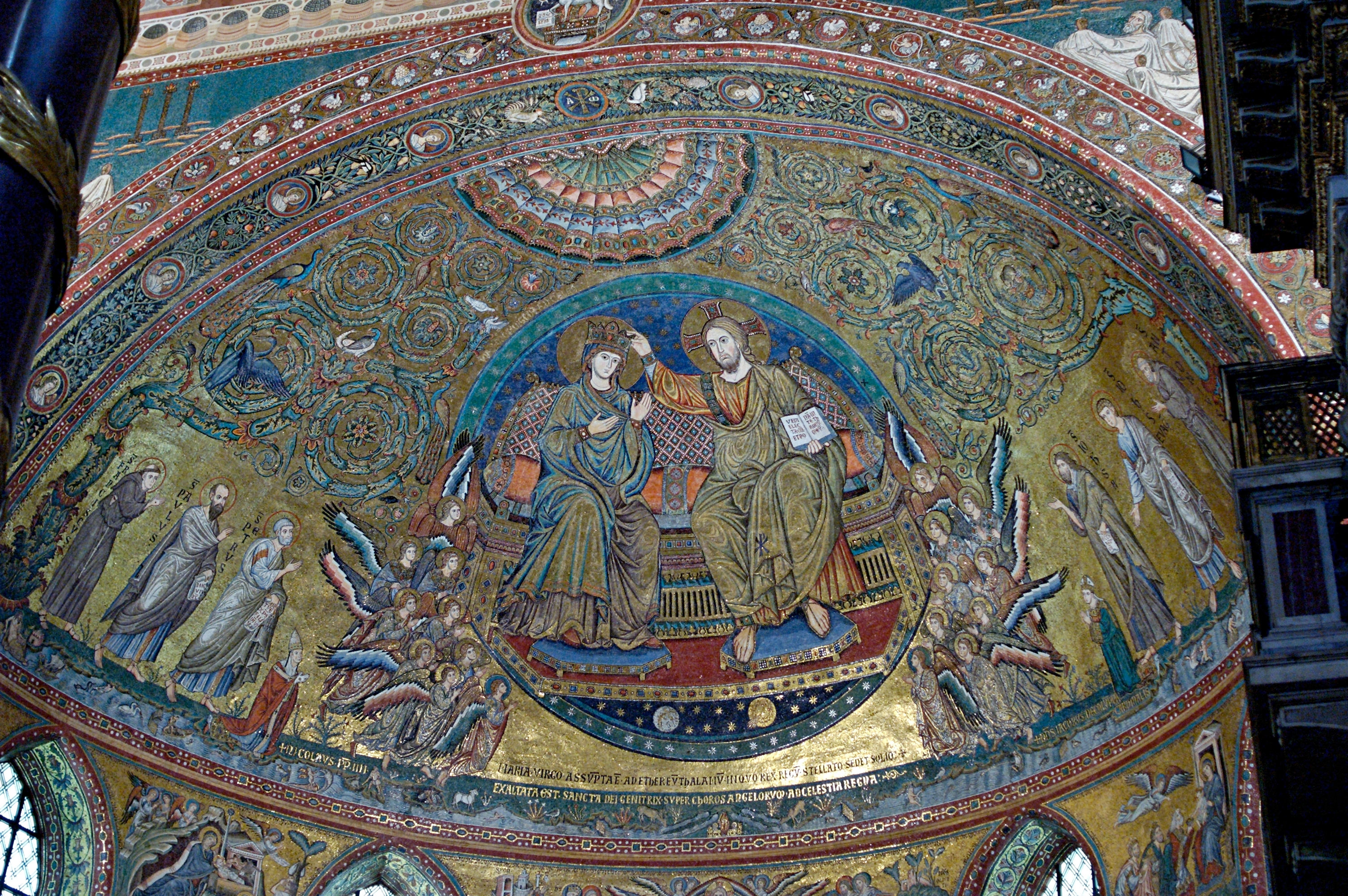
Mosaico del ábside en la iglesia de Santa Maria Maggiore

El último gran período del arte del mosaico romano fue el siglo XII-XIII cuando Roma desarrolló su propio estilo artístico distintivo, libre de las estrictas reglas de la tradición oriental y con una representación más realista de las figuras en el espacio. Obras conocidas de este período son los mosaicos florales de la Basílica de San Clemente, la fachada de Santa Maria in Trastevere y Basílica de San Pablo Extramuros. El hermoso mosaico del ábside de Santa María en Trastevere (1140) representa a Cristo y María sentados uno al lado del otro en el trono celestial, el primer ejemplo de este esquema iconográfico. Un mosaico similar, la Coronación de la Virgen, decora el ábside de Santa Maria Maggiore.

##### Sicilia

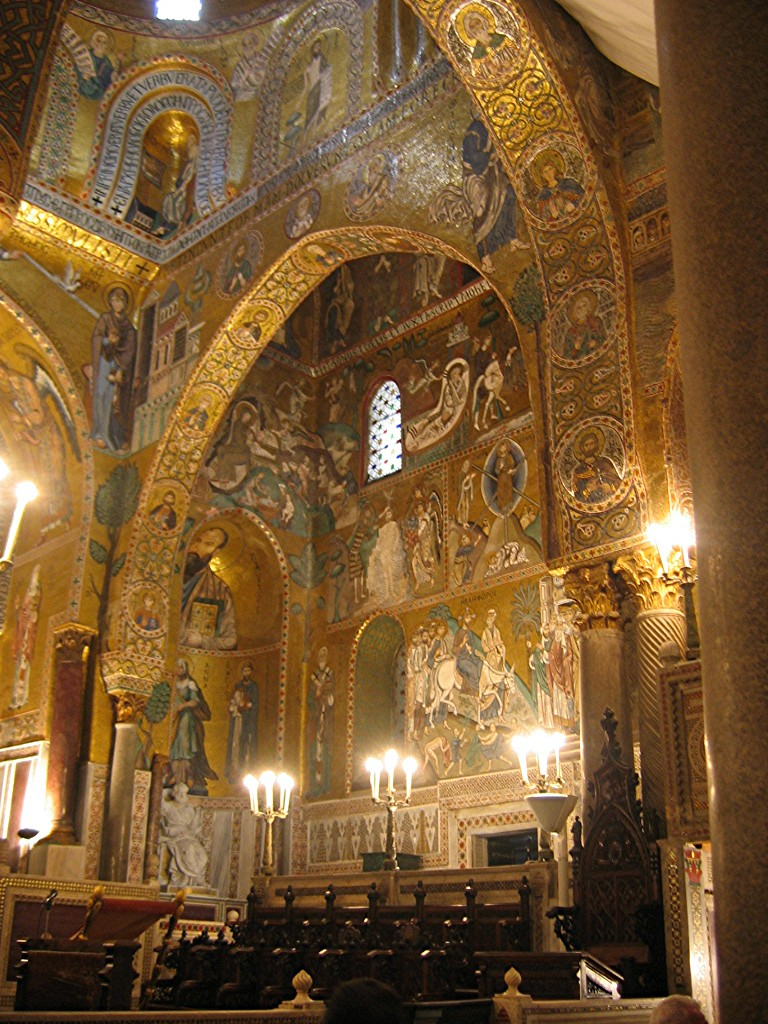
[Arcos y mosaicos bizantinos árabes en la Cappella Palatina de Roger II de Sicilia

El apogeo de la fabricación de mosaicos en Sicilia fue la época del reino independiente Norman en el siglo XII. Los reyes normandos adoptaron la tradición bizantina de la decoración de mosaicos para realzar la legalidad algo dudosa de su gobierno. Los maestros griegos que trabajaban en Sicilia desarrollaron su propio estilo, que muestra la influencia de las tendencias artísticas árabes y de Europa occidental. Los mejores ejemplos del arte del mosaico siciliano son la Cappella Palatina de Roger II, la Martorana iglesia en Palermo y las catedrales de Cefalù y Monreale.

##### Venecia
En partes de Italia, que estaban bajo influencias artísticas orientales, como Sicilia y Venecia, la fabricación de mosaicos nunca pasó de moda en la Edad Media. Todo el interior de la Basílica de San Marcos en Venecia está revestido con elaborados mosaicos dorados. Las escenas más antiguas fueron ejecutadas por maestros griegos a finales del siglo XI, pero la mayoría de los mosaicos son obras de artistas locales de los siglos XII y XIII. La decoración de la iglesia no se terminó hasta el siglo XVI. Ciento diez escenas de mosaicos en el atrio de San Marcos se basaron directamente en las miniaturas del Algodón Génesis, un manuscrito bizantino que fue traído a Venecia después del saqueo de Constantinopla (1204). Los mosaicos se ejecutaron en la década de 1220.

##### Italia medieval
El monasterio de Grottaferrata fundado por monjes basilios griegos y consagrado por el Papa en 1024 fue decorado con mosaicos italo-bizantinos, algunos de los cuales sobrevivieron en el nártex y el interior. Los mosaicos del arco triunfal retratan a los Doce Apóstoles sentados junto a un trono vacío, evocando la ascensión de Cristo al cielo. Es una obra bizantina del siglo XII. Hay una hermosa Deesis del siglo XI sobre el portal principal.

##### Europa occidental y central
Más allá de los Alpes, el primer ejemplo importante de arte en mosaico fue la decoración de la Capilla Palatina en Aquisgrán, encargada por Carlomagno. Fue completamente destruido en un incendio en 1650. Un raro ejemplo de mosaicos carolingios sobrevivientes es la decoración del ábside semi-domo del oratorio de Germigny-des-Prés construido en 805-806 por Theodulf, obispo de Orleans, una figura destacada del Renacimiento carolingio. Esta obra de arte única, redescubierta recién en el siglo XIX, no tuvo seguidores.
Son escasos los restos que prueban que todavía se utilizaban mosaicos en la Alta Edad Media. La Abadía de Saint-Martial en Limoges, originalmente un importante lugar de peregrinaje, fue totalmente demolida durante la Revolución Francesa excepto su cripta que fue redescubierta en la década de 1960. Se desenterró un panel de mosaico que data del siglo IX. Utiliza de forma un tanto incongruente cubos de vidrio dorado y mármol verde oscuro, probablemente sacados de pavimentos antiguos. Este también podría ser el caso del mosaico de principios del siglo IX encontrado bajo la Basílica de Saint-Quentin en Picardía, donde se copian motivos antiguos pero utilizando sólo colores simples. Los mosaicos de la Catedral de Saint-Jean en Lyon se han fechado en el siglo XI porque emplean los mismos colores simples no antiguos. Se encontraron más fragmentos en el sitio de Saint-Croix en Poitiers que podrían ser del siglo VI o IX.

##### Renacimiento y Barroco
Aunque los mosaicos pasaron de moda y fueron sustituidos por frescos, algunos de los grandes artistas del Renacimiento también trabajaron con la técnica antigua. Rafael Creación del mundo en la cúpula de la capilla Chigi en Santa Maria del Popolo es un ejemplo notable que fue ejecutado por un artesano veneciano, Luigi di Pace.
El uso de los mosaicos en el Renacimiento:
Durante el Renacimiento, aunque la técnica del mosaico no fue el medio principal de expresión artística, se utilizaron en obras selectas y de alto impacto, como en la Basílica de San Marcos en Venecia y en la capilla Chigi de Roma. Sin embargo, los artistas renacentistas se presentaron a sí mismos como los grandes innovadores de este arte, aunque, en realidad, estaban tomando elementos profundamente arraigados en la tradición bizantina y medieval.
Por ejemplo, los mosaicos de San Marcos, muchos de los cuales fueron completados o restaurados durante el Renacimiento, empleaban las mismas técnicas bizantinas de uso de teselas doradas y figuras religiosas rodeadas de motivos celestiales. Sin embargo, estos elementos se adaptaron a la estética renacentista, integrando más naturalismo y perspectiva, pero manteniendo la esencia bizantina en su construcción y simbolismo
Apropiación de un arte sagrado:
A pesar de la clara herencia de Bizancio, los artistas y arquitectos renacentistas se distanciaron de sus predecesores en sus discursos. El Renacimiento se presentó como un "renacer" de la antigüedad clásica, y a menudo ignoraron el papel crucial que las tradiciones bizantinas y medievales jugaron en la preservación y desarrollo del mosaico como arte. En lugar de reconocer su continuidad con el pasado, los renacentistas enfatizaron la idea de que estaban reviviendo un arte perdido, cuando en realidad estaban apropiándose de técnicas que nunca desaparecieron y que florecieron en Bizancio.

##### El Oriente cristiano

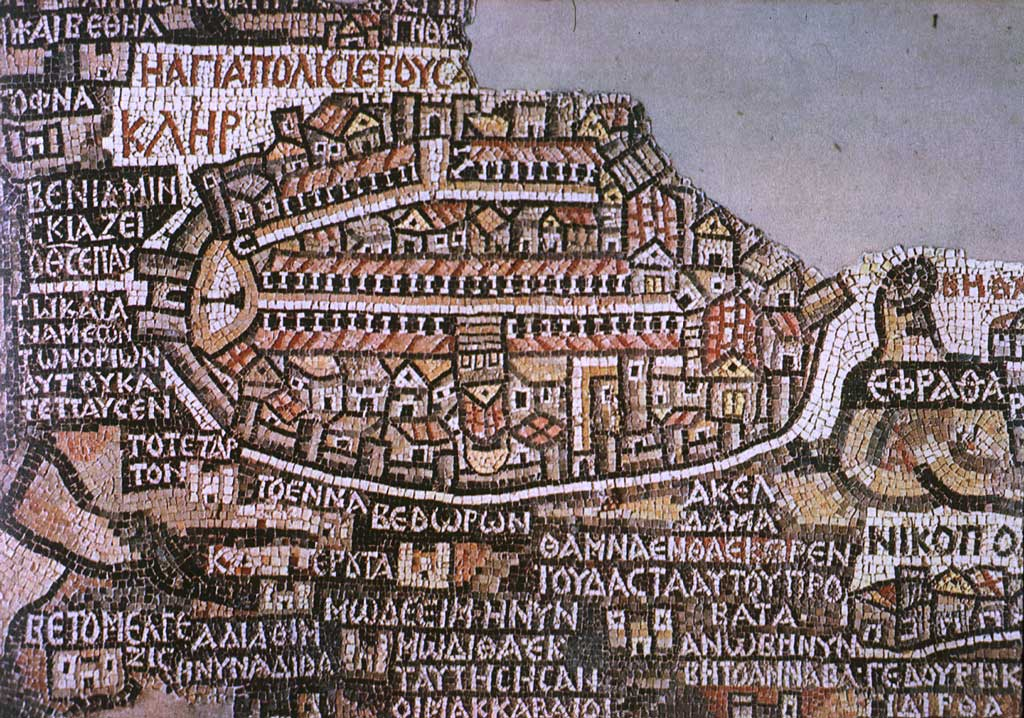
Jerusalén en el Mapa de Madaba

Las provincias orientales del Imperio Romano de Oriente y más tarde del Imperio Bizantino heredaron una fuerte tradición artística de la Antigüedad Tardía. Similar a Italia y Constantinopla, las iglesias y los edificios seculares importantes en la región de Siria y Egipto fueron decorados con elaborados paneles de mosaico entre el 5 y el 8 siglos. La gran mayoría de estas obras de arte fueron posteriormente destruidas, pero las excavaciones arqueológicas desenterraron muchos ejemplos supervivientes.
La pieza más importante del mosaico cristiano bizantino en Oriente es el Mapa de Madaba, realizado entre 542 y 570 como el piso de la iglesia de San Jorge en Madaba, Jordania. Fue redescubierto en 1894. El mapa de Madaba es la representación cartográfica más antigua que se conserva de la Tierra Santa. Representa un área desde Líbano en el norte hasta el Delta del Nilo en el sur, y desde el Mar Mediterráneo en el oeste hasta el Desierto del Este. El elemento más grande y detallado de la descripción topográfica es Jerusalén, en el centro del mapa. El mapa está enriquecido con muchas características naturalistas, como animales, barcos de pesca, puentes y palmeras.

##### Países ortodoxos

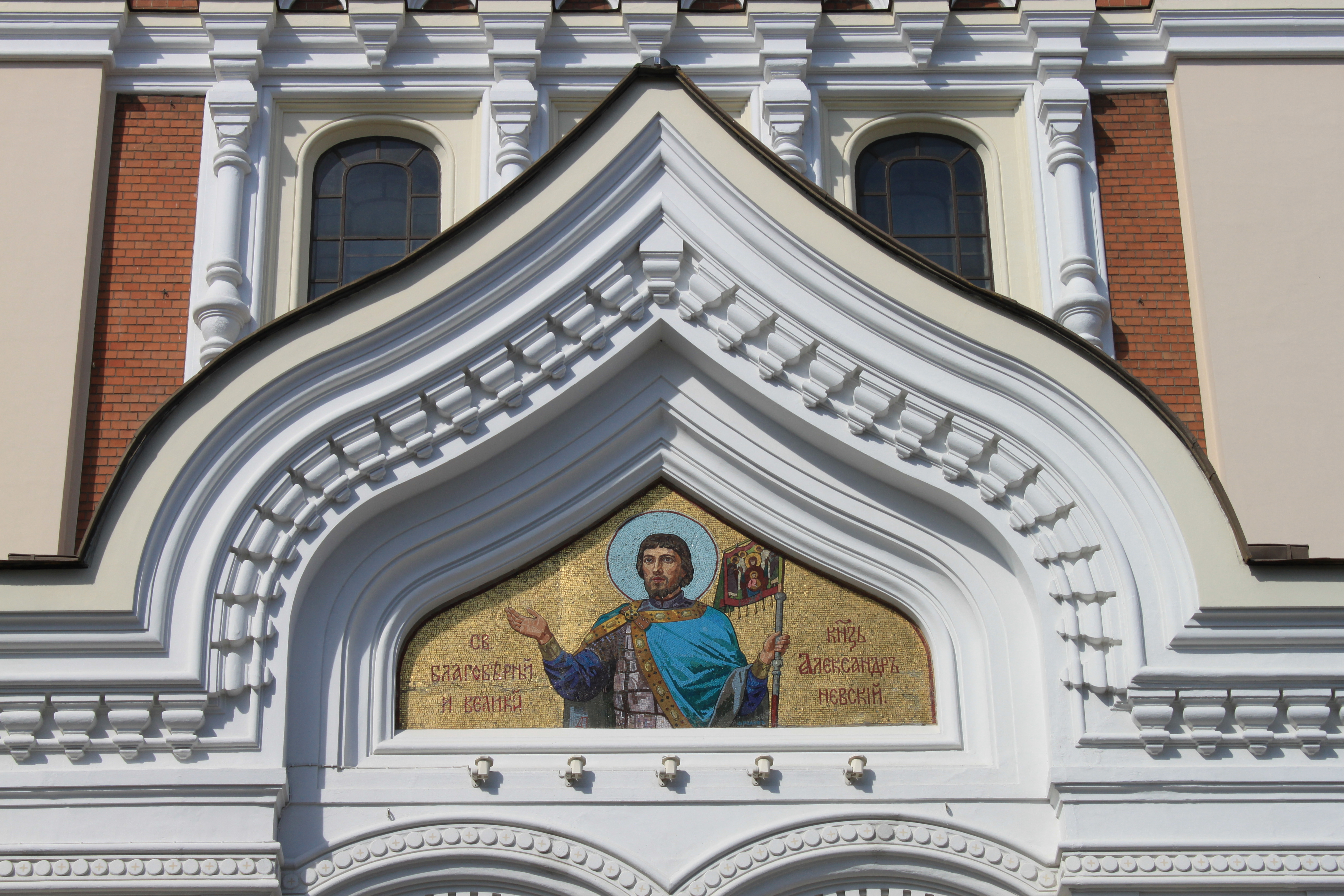
Mosaico en el frontón de la Catedral de Alejandro Nevski de Tallin, Estonia.

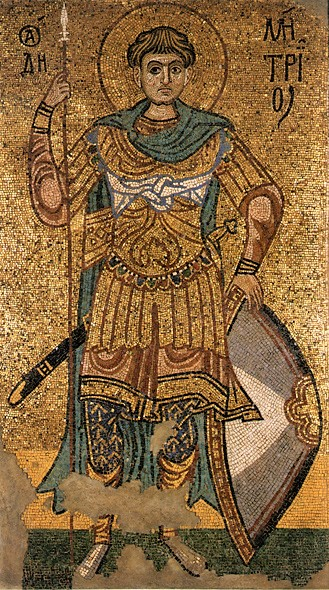
Principios del Kiev un mosaico que representa a San Demetrio.

La artesanía también ha sido popular a principios del pueblo ruso de la Edad Media, heredada como parte de la tradición bizantina. Yaroslav, el Gran Príncipe de la Rus de Kiev construyó una gran catedral en su capital, Kiev. El modelo de la iglesia era Hagia Sophia en Constantinopla, y también se llamó Catedral de Santa Sofía en Kiev. Fue construido principalmente por maestros artesanos bizantinos, enviados por Constantino IX Monomachos, entre 1037 y 1046. Naturalmente, las superficies más importantes del interior estaban decoradas con mosaicos dorados. En la cúpula podemos ver la popa tradicional Pantokrator sostenido por ángeles. Entre las 12 ventanas del tambor estaban los apóstoles y los cuatro evangelistas de las pechinas. El ábside está dominado por un orante Theotokos con una Deesis en tres medallones arriba. A continuación se muestra una Comunión de los Apóstoles.

#### Mosaicos judíos

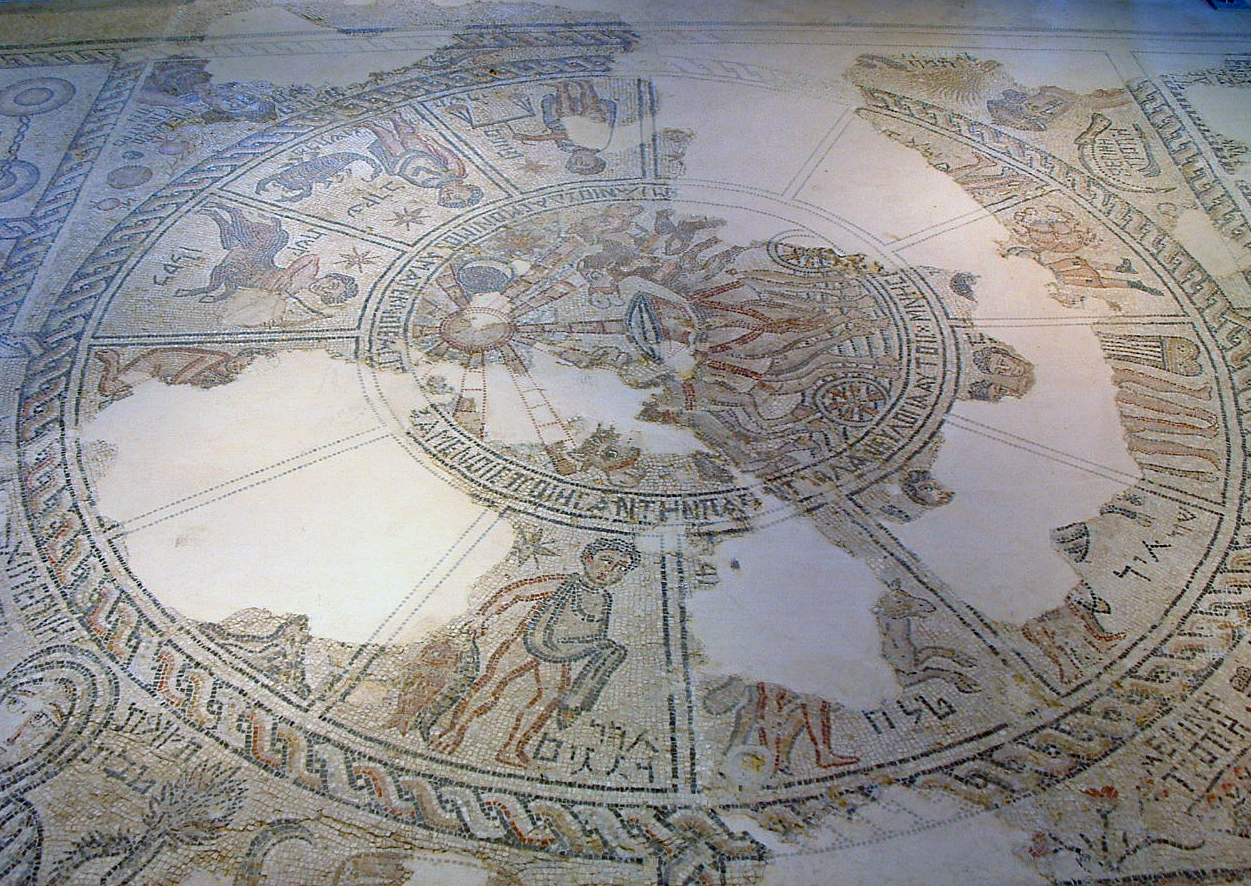
Rueda del zodíaco en el suelo de una sinagoga en Séforis.

Bajo la influencia romana y bizantina, los judíos también decoraron sus sinagogas con mosaicos de suelo clásicos. Se descubrieron muchos ejemplos interesantes en Galilea y el Desierto de Judea.
Se han descubierto los restos de una sinagoga del siglo VI en Séforis, que fue un importante centro de la cultura judía entre los siglos III y VII y una ciudad multicultural habitada por judíos, cristianos y paganos. El mosaico refleja una interesante fusión de creencias judías y paganas. En el centro del piso estaba representada la rueda del zodíaco. Helios se sienta en el medio, en su carro solar, y cada zodíaco se corresponde con un mes judío. A lo largo de los lados del mosaico hay tiras que representan escenas bíblicas, como la unión de Isaac, así como rituales tradicionales, que incluyen un sacrificio quemado y la ofrenda de frutas y granos.

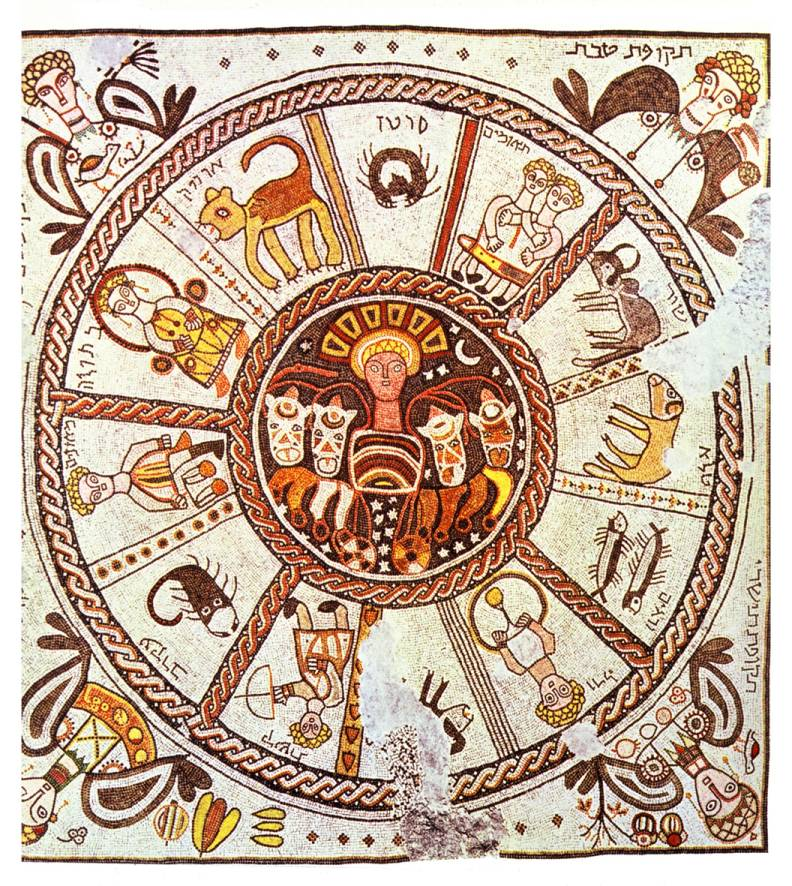
Otro ejemplo de una rueda Zodiac en el suelo de la sinagoga, esta vez en Beit Alfa.

Otro mosaico del zodíaco decoraba el piso de la Beit Alfa sinagoga que fue construida durante el reinado de Justino I (518–27). Es considerado uno de los mosaicos más importantes descubiertos en Israel. Cada uno de sus tres paneles representa una escena: el Arca Sagrada, el zodíaco y la historia del sacrificio de Isaac. En el centro del zodíaco está Helios, el dios sol, en su carro. Las cuatro mujeres en las esquinas del mosaico representan las cuatro estaciones.

#### Arte de Oriente Medio y Asia Occidental

##### Arabia cristiana
En el sur de Arabia se excavaron dos mosaicos en un Qatabanian de finales del siglo III, esas dos placas formaron una formación geométrica y de vides que reflejaban las tradiciones de esa cultura. En la era de los Gasánidas floreció el arte del mosaico religioso en su territorio, hasta ahora se registraron cinco iglesias con mosaicos de esa época, dos construidas por gobernantes Ghassanid y las otras tres por la comunidad árabe cristiana que escribieron sus nombres y dedicatorias.

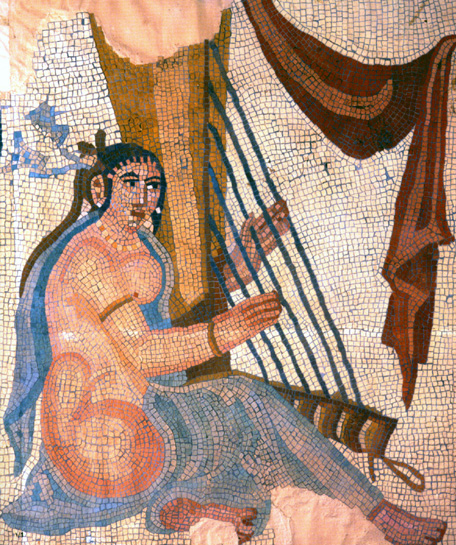
Mosaico de mármol del pavimento del piso de la era Sasánida que representa a bailarinas, palacio de Shapur, Bishapur, Irán, c. 260 d. C. Excavado por Roman Ghirshman, ca. 1939–1941. Departamento de antigüedades del Cercano Oriente, Suly, planta baja, sala 16, Louvre.

##### Persia zoroástrica
Los azulejos se conocían allí desde hace unos dos mil años cuando el intercambio cultural entre el Imperio sasánida y los romanos influyó en los artistas del Persa para crear patrones de mosaico. Shapur I decoró su palacio con composiciones de azulejos que representaban a bailarines, músicos, cortesanas, etc. Este fue el único ejemplo significativo de figurativo mosaico persa, que quedó prohibido después de la Conquista árabe y llegada del Islam.

##### Arte islámico

###### Árabe
La arquitectura islámica utilizó la técnica del mosaico para decorar edificios religiosos y palacios después de las Conquistas musulmanas de las provincias orientales del Imperio bizantino. En Siria y Egipto los árabes fueron influenciados por la gran tradición del arte del mosaico romano y paleocristiano. Durante la Dinastía Omeya la fabricación de mosaicos siguió siendo una forma de arte floreciente en la cultura islámica y continúa en el arte de zellige y azulejo en varias partes del mundo árabe, aunque tile se convertiría en la principal forma islámica de decoración mural.

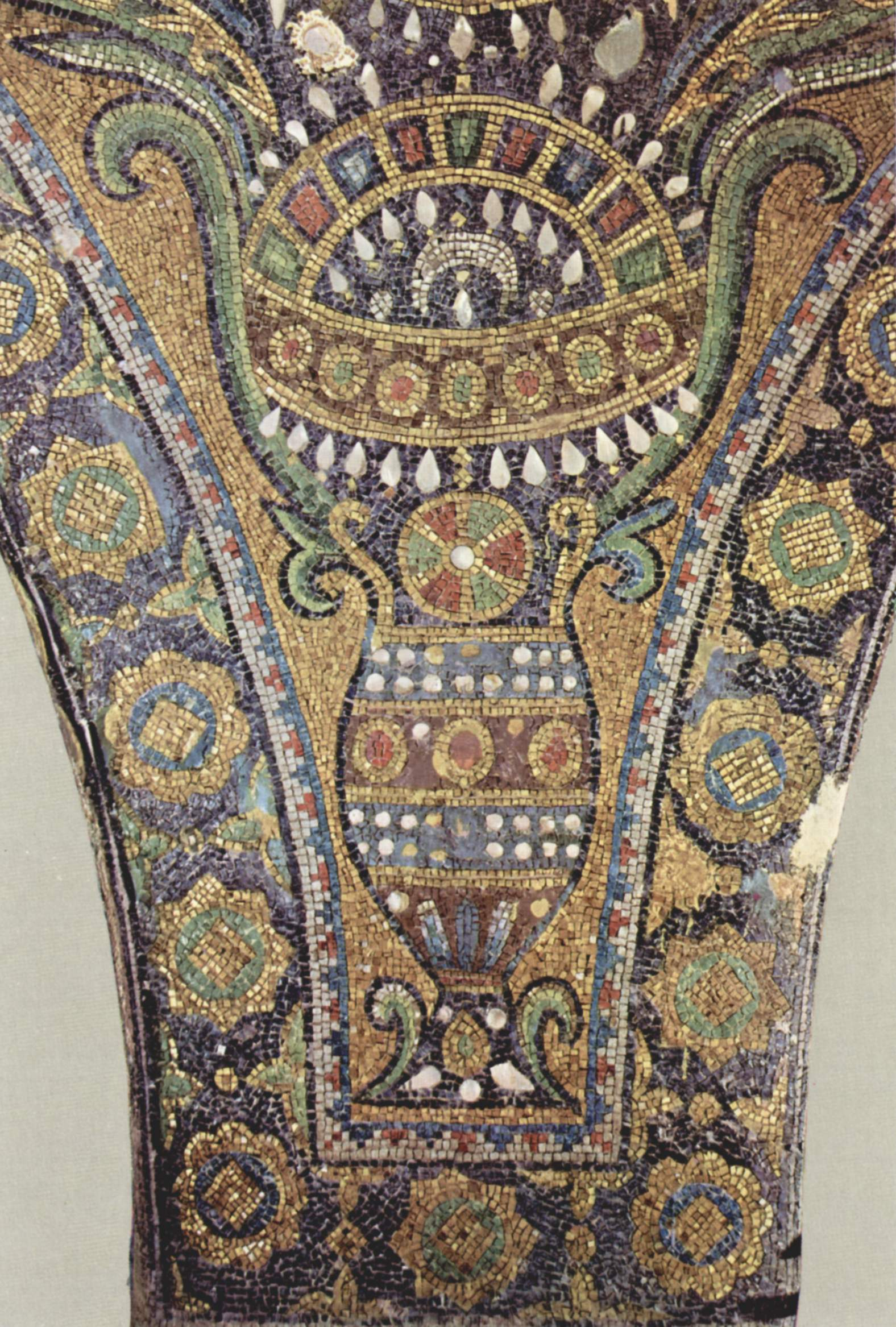
Mosaicos islámicos dentro de la Cúpula de la Roca en Jerusalén (c. 690)

El primer gran edificio religioso del Islam, la Cúpula de la Roca en Jerusalén, que fue construido entre 688 y 692, fue decorado con mosaicos de vidrio tanto en el interior como en el exterior, por artesanos del Tradición bizantina. Solo sobreviven partes de la decoración interior original. Los ricos motivos florales siguen las tradiciones bizantinas y son "islámicos sólo en el sentido de que el vocabulario es sincrético y no incluye la representación de hombres o animales".
El trabajo de mosaico islámico temprano más importante es la decoración de la Mezquita Omeya en Damasco, entonces capital del Califato árabe. La mezquita fue construida entre 706 y 715. El califa obtuvo 200 trabajadores calificados del emperador bizantino para decorar el edificio. Prueba de ello es el estilo parcialmente bizantino de la decoración. Los mosaicos del patio interior representan el paraíso con hermosos árboles, flores y pequeños pueblos y aldeas en las colinas al fondo. Los mosaicos no incluyen figuras humanas, lo que los hace diferentes de las obras bizantinas contemporáneas similares. La sección continua más grande sobrevive bajo la arcada occidental del patio, llamada "Panel de Barada" por el río Barada. Se cree que la mezquita solía tener el mosaico de oro más grande del mundo, con más de 4 m  2 . En 1893, un incendio dañó extensamente la mezquita y se perdieron muchos mosaicos, aunque algunos se han restaurado desde entonces.

### SiglosXIXyXX
En Venecia reapareció la industria de las teselas musivas en el siglo XIX. La empresa Salviati fue la encargada de recuperar este arte y produjo teselas de gran calidad para la decoración de algunos palacios o de edificios públicos. Como ejemplo puede verse el mosaico titulado Alegoría de Venecia del artista Victorio Emanuele Bressanim de 1920, conservado en la sede de la Società Salviati de Venecia. También del siglo XX hay que citar la obra de Gaudí que en la ornamentación del parque Güell recuperó la tradición que los árabes importaron en el siglo IX, es decir, los mosaicos en cerámica. 

## América Prehispánica

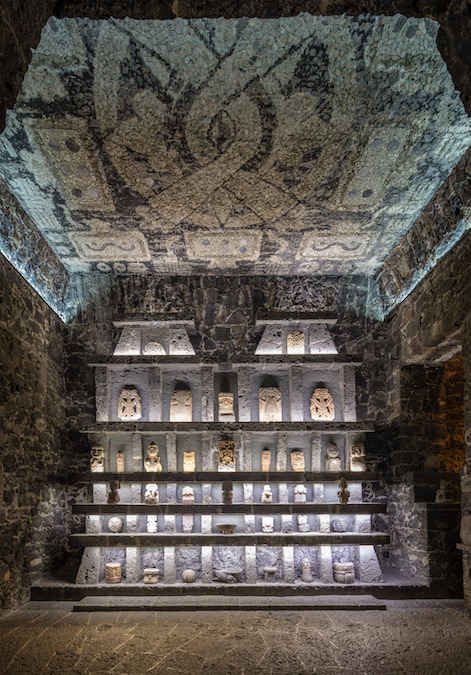
Altar de mosaicos

En América hubo otras civilizaciones como la maya o la azteca entre otras, que cultivaron el arte musivo en la fabricación de máscaras funerarias con un soporte de madera y unas teselas de jadeíta, turquesas y otras piedras duras.
Los indígenas mesoamericanos desarrollaron su propia técnica de mosaico, por la cual elaboraron artículos diversos como máscaras, escudos, empuñaduras de cuchillos, espejos, figuras de animales y estatuillas. Los componentes de los mosaicos o teselas, fueron piezas de turquesa, jade, hueso y conchas que eran cortadas en pequeños trozos que se pulían y se colocaban con una resina vegetal en bases, de madera o barro. Este tipo de mosaicos se puede contemplar en diferentes muesos del mundo como el Museo Nacional de Antropología de la Ciudad de México, en el Museo de los Indios Americanos de Nueva York, y el Museum of Mankind de Londres.
Mayas. La arquitectura Puuk del período clásico maya (250-950 d. C.) cuenta con piezas decoradas con mosaicos de piedra, especialmente fachadas superiores en edificios, como se puede ver en el Cuadrilátero de las Monjas en Uxmal, del siglo IX, cuyas pequeñas figuras representan personas y casas.
También se puede apreciar mosaicos en diversos objetos como la máscara de jade de Kinich Janaab Pakal, rey de Palenque que gobernó del 615 al 683 d. C. elaborada con piezas de jade, irregulares; dicha máscara le fue colocada cuando fue enterrado en el templo de las inscripciones de Palenque, y ahora se encuentra en el Museo Nacional de Antropología de Ciudad de México.

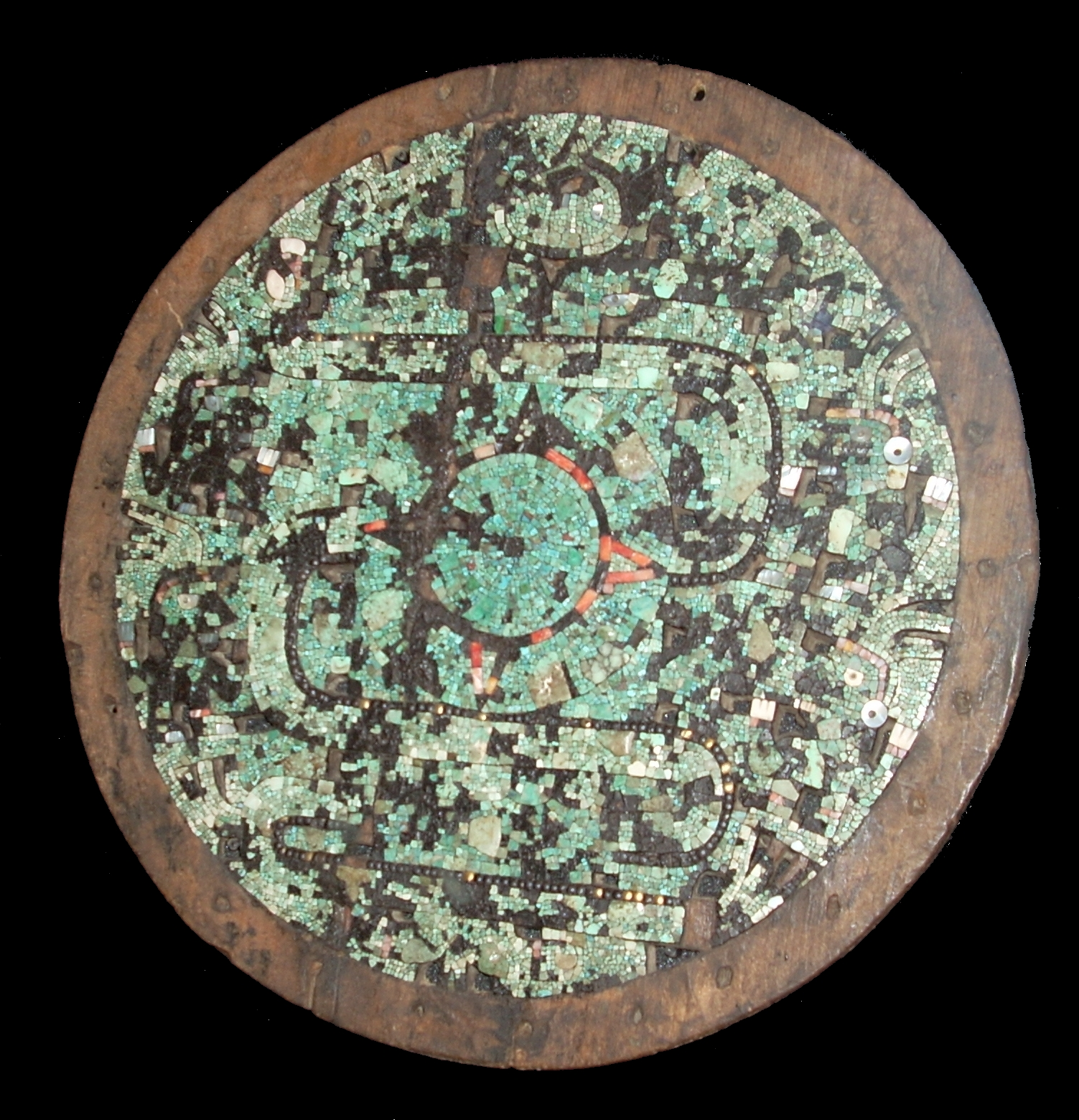
Escudo Azteca o mixteca

Otros ejemplares de mosaico de turquesa fueron encontrados en el área maya; cuatro discos enterrados en lugares ceremoniales de Chichén Itzá, mismos que no fueron elaborados en Yucatán, sino que fueron traídos de territorios más al norte, donde esta técnica era común.Tres discos restantes fueron encontrados por investigadores mexicanos en el templo El Castillo de Chichén Itzá, uno de los cuales fue hallado en el asiento del trono del Jaguar Rojo, en el santuario de ese templo. El cuarto disco fue encontrado en un recipiente cubierto de piedra caliza, enterrado bajo el piso del santuario, en el Templo del Chac Mool.

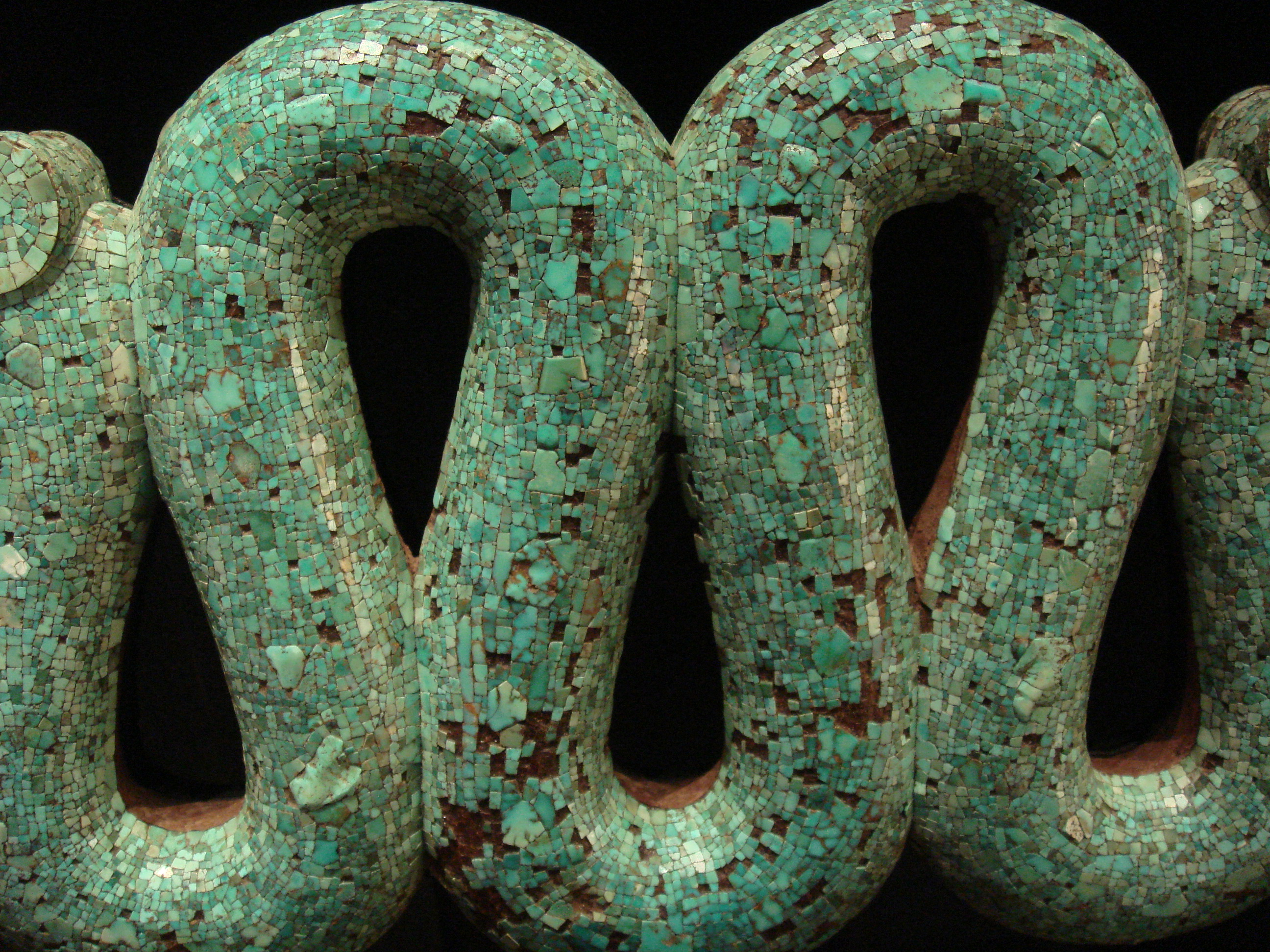
Serpiente bicéfala de mosaicos de turquesa

En exploraciones realizadas por el INAH, se hallaron varias piezas ornamentales de mosaico, en las tumbas 1 y 2 de las estructuras VII y III de Calakmul, Campeche, cerca del Petén en Guatemala donde fueron encontradas cuatro máscaras de mosaico de jade.
Excavaciones de 1984-1985, encontraron una máscara facial de 15 x 13 cm, junto con collares, brazaletes, orejeras y hachuelas; Tres años después, se encontraron tres máscaras. En Tikal, Palenque y Calakmul, se encontraron otras máscaras de mosaico de jade que eran colocadas sobre la cara del personaje, con la creencia de que llegaría al inframundo con un nuevo rostro, un rostro precioso como el material con el que estaba hecha la máscara. Aparte del jade, los mayas incluían fragmentos de concha y pirita en los mosaicos, así como de turquesa y fabricaban pectorales y máscaras, para los jerarcas. De la civilización maya, se encontraron espejos hechos de pedazos bien ajustados de pirita, pegados a superficies de madera o piedra, y que en algunos relieves del viejo imperio maya se observan representaciones de mosaicos.

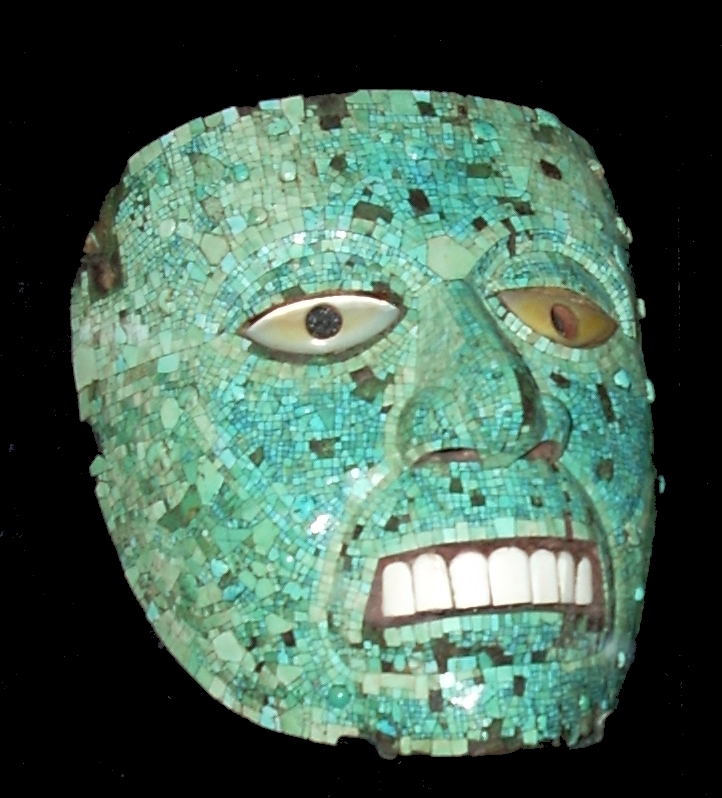
Máscara de Xiuhtecuhtli, el dios de fuego, cubierta con un mosaico de turquesa.

Aztecas. La civilización azteca, tuvo un uso preferencial por los mosaicos de turquesa, aunque también utilizaron otros materiales. Así podemos apreciar el disco de mosaico de turquesa con 7 guerreros –Huitzilopochtli- de la ofrenda 99, en los cuales cada uno de ellos porta en cada una de sus manos, objetos complejos. Una nariguera yacaxihuitl de la ofrenda 11, un en la ofrenda 37 y Xiuhcóatl de la cámara III,  fueron encontrado en las excavaciones del Templo Mayor, en la ciudad azteca de Tenochtitlán, ubicada hoy en Ciudad de México, evidencian la riqueza artística de sus trabajos, de jade que, por su distribución espacial, se concentran en el huey teocalli etapa IVb. En ellos identifican tres patrones de manufacturas: dos locales y uno foráneo. Otro mosaico es la Máscara de Malinaltepec, en el que ahora está en el Museo Nacional de Antropología e Historia en CDMX.
Un objeto largo, hueco cilíndrico con la imagen en mosaicos de Xólotl – el doble de Quetzalcóatl- está en Dinamarca, objeto difundido desde 1861, por Edward W. Taylor, aparentemente obtenido tras la guerra contra Estados Unidos en 1847, en el sitio de Chapultepec. La máscara del Dios azteca del fuego –Xiuhtecuhtli- fechada entre 1400 y 1521, no solo tiene piezas cortadas con precisión para los contornos curvos como la nariz y la boca, sino que la mezcla de los diferentes tonos de turquesa, para realzar el efecto tridimensional, son de admirar. Otra pieza de mosaicos aztecas, es un pectoral en forma de serpiente bicéfala, compuesto por cientos de teselas de turquesas regulares e irregulares. Ambas piezas se encuentran en el museo de Londres Inglaterra.

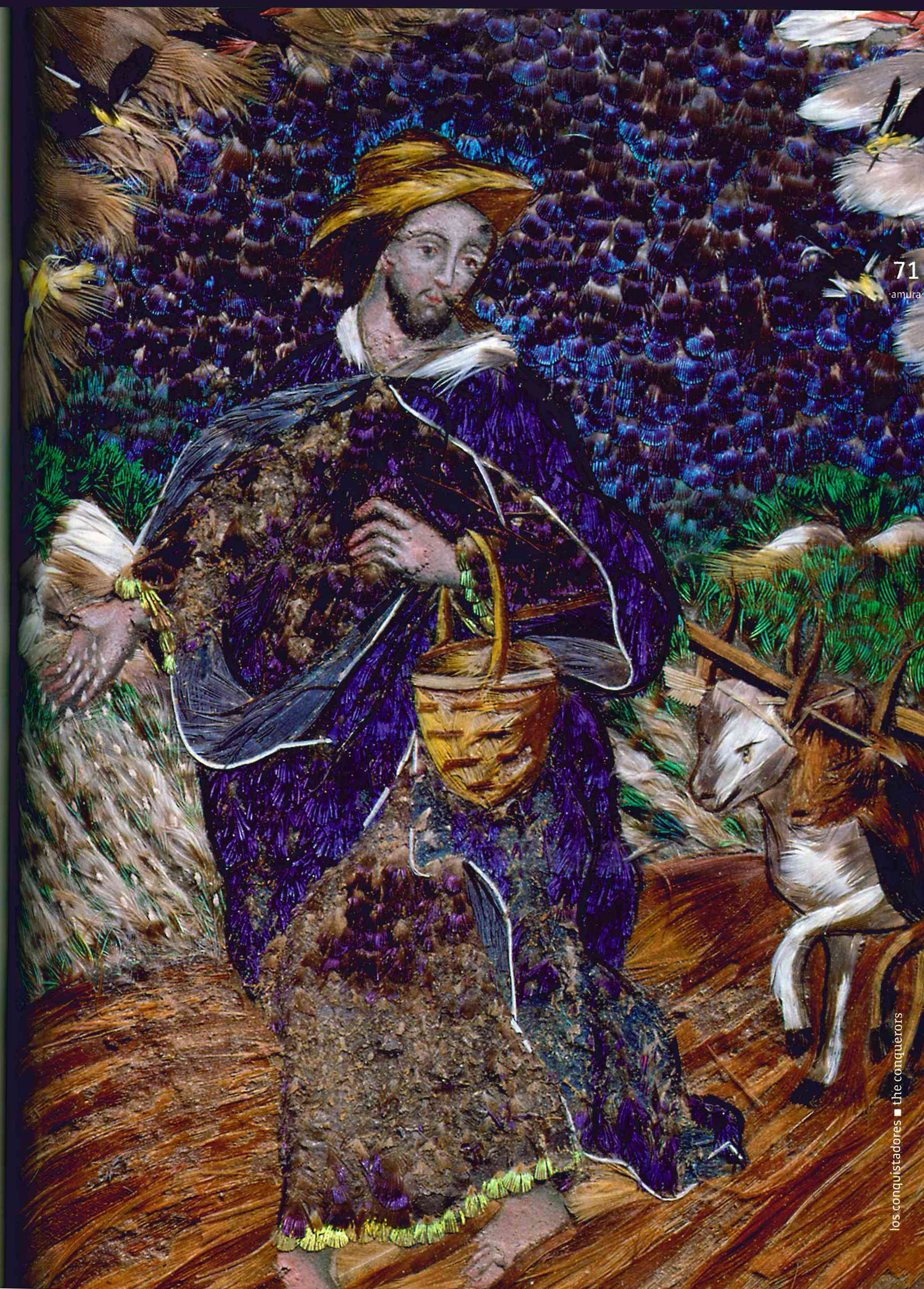
San Isidro labrador. Mosaico de plumas (colibrí, canario y pato) y óleo sobre papel amate. Marco de caoba, carey y hueso esgrafiado con tinta negra; marco interior de palofierro y vidrio soplado

Mixteca. Un código mixteca o Escudo mixteca de mosaico, es un escudo ceremonial circular de turquesa fechado entre los años 1200 al 1400 d. C., que tiene 32.4 cm de diámetro, un grosor de 2 cm, con diversas figuras al centro que representan a una mujer que desciende de una banda celeste y está siendo flanqueada por dos hombres ricamente vestidos que sostienen en sus manos bastones ceremoniales, conformado por unas 14,000 teselas, de turquesa, gemas y otras piedras, esto incluye al signo jeroglífico relacionado con el sitio mítico de Culhuacán, dentro de una banda exterior a manera de marco con ocho alto relieves equidistantes, en una base de madera con 28 perforaciones, mismo que fue encontrado en Acatlán Puebla en 1918 por Albert Purpus, quien lo cedió al Museo Nacional de indios americanos en Washington D. C. Técnica similar utilizaron los zapotecas. (500 a. C. - 900 d. C.)
En 1991, en la cueva Cheve cercano a Cuicatlán, Oaxaca, se encontraron diversos objetos de mosaicos con turquesa, las escenas son complejas, con una iconografía que sugiere representaciones de los seres del inframundo, -los ñuhus- que según su mitología fueron vencidos en “la guerra del cielo” para convertirse en dueños de la tierra, aunque a ellos les pedían lluvias y cosechas abundantes. Varios de esos objetos se encuentran en museos de Londres, Roma, Copenhague y Alemania

En la cultura tolteca, también se pueden encontrar ejemplos de mosaicos, tanto en pectorales, cuchillos, escudos, máscaras y cráneos, se cubrían con turquesa, y decorados con detalles de diversas conchas con la roa, blanca, madreperla, obsidiana negra o pirita pulida. Las teselas se fijaban normalmente en u soporte de madera de cedro, adherido con resina de pino como pegamento.

Otros mosaicos
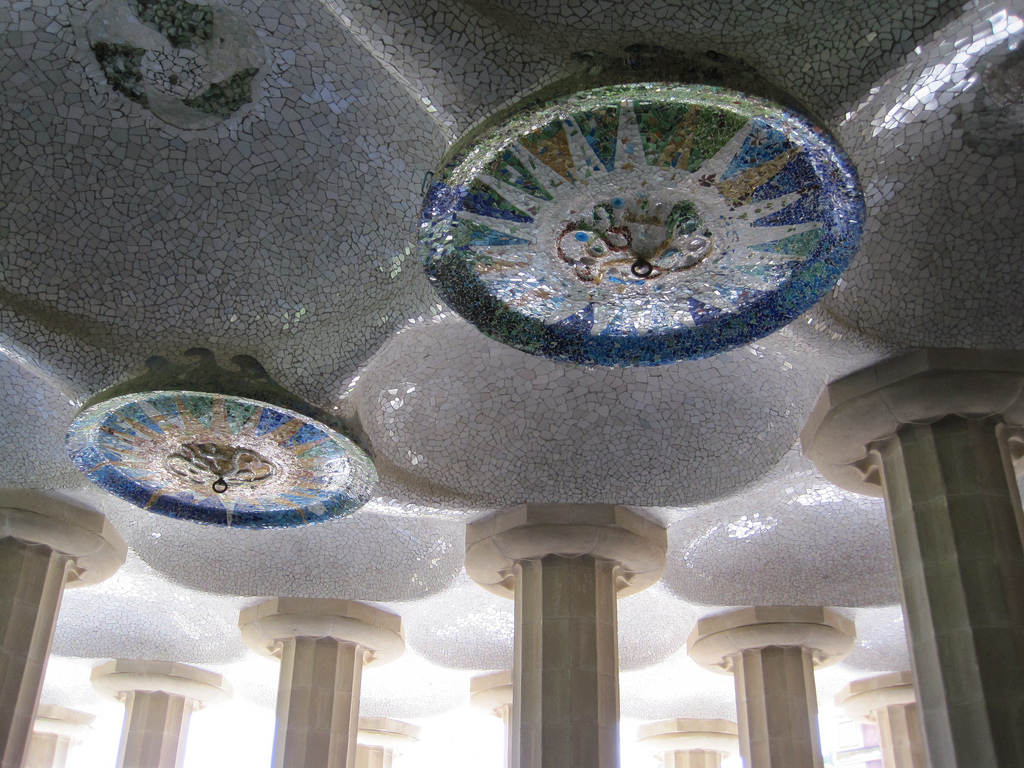
Parque Güell
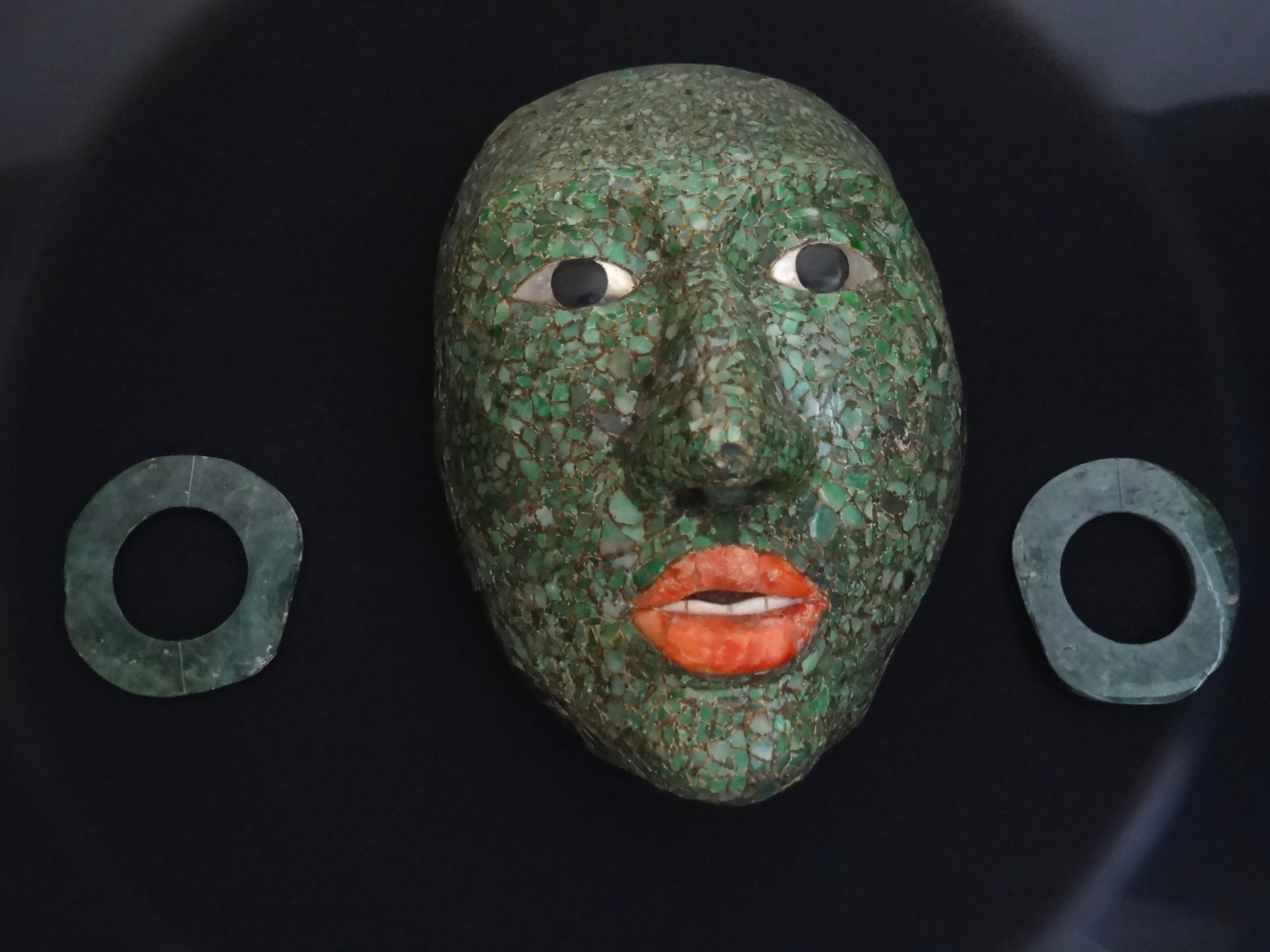
Máscara maya de jade

## Tipos
La palabra opus en latín designa la palabra "obra" para distinguir técnicamente la forma en que se cortan y colocan las piezas del mosaico. Existen diferentes tipos como, entre otros:
- Opus regulatum, en rejilla, todas las teselas se alinean tanto vertical como horizontalmente.
- Opus sectile, yuxtaposición de grandes piezas de mármol o piedras duras de diferentes colores y tamaños.[29]
- Opus signinum, tejas partidas en trozos pequeños, mezcladas con polvo de ladrillo y cemento, y luego golpeadas con un pisón.
- Opus tessellatum, teselas cúbicas, similares en tamaño, con colores diversos.
- Opus vermiculatum, una o más filas de teselas siguen el borde de una forma especial para resaltar el contorno alrededor de una figura. Este trabajo es originario de Egipto y las piedrecitas son tan pequeñas que admiten los trazados curvos y las líneas que delimitan las figuras.[29]